# Roda do darma

Símbolo da Roda do Dharma

A dharmachakra (Sânscrito: धर्मचक्र, em páli: dhammacakka) ou roda do dharma é um símbolo utilizado nas religiões dhármicas. Seu uso é amplamente difundido no Budismo. No Hinduísmo, o símbolo é particularmente empregado em locais que passaram por transformação religiosa. O símbolo também encontra aplicação na Índia moderna.
Historicamente, o dharmachakra foi frequentemente utilizado como ornamento em estátuas do Leste Asiático e inscrições, desde o período mais remoto da cultura do Leste Asiático até os dias atuais. Permanece como um importante símbolo da religião budista até hoje.

## Etimologia
O substantivo em Sânscrito dharma (धर्म) deriva da raiz dhṛ, que significa "segurar, manter, conservar", e quer dizer "aquilo que está estabelecido ou firme". A palavra origina-se do radical do sânscrito védico em forma de n, dharman-, com o sentido de "portador, sustentador". A religião védica histórica aparentemente concebía o dharma como um aspecto de Ṛta.

## História e uso

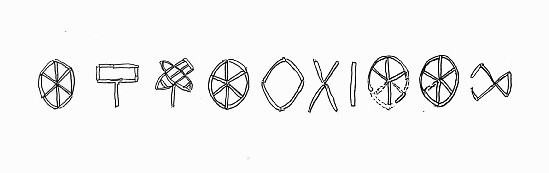
Dez caracteres do Indo do portão norte de Dholavira, conhecidos como a placa de Dholavira.

Símbolos semelhantes ao chakra (roda com raios) figuram entre os mais antigos de toda a história indiana. Madhavan e Parpola apontam que um símbolo de roda aparece frequentemente em artefatos da Civilização do Vale do Indo, especialmente em diversos selos. Notavelmente, está presente em uma sequência de dez sinais na placa de Dholavira.
Alguns historiadores associam os antigos símbolos de chakra ao símbolo solar. Nos Vedas, o deus Surya está associado ao disco solar, o qual se diz ser uma carruagem de uma única roda (cakra). Mitra, uma manifestação de Surya, é descrito como "o olho do mundo", e, assim, o sol é concebido como um olho (cakṣu) que ilumina e percebe o mundo. Tal roda é também o principal atributo de Vishnu. Assim, um símbolo de roda pode igualmente estar associado à luz e ao conhecimento.

### Uso e significado no Budismo

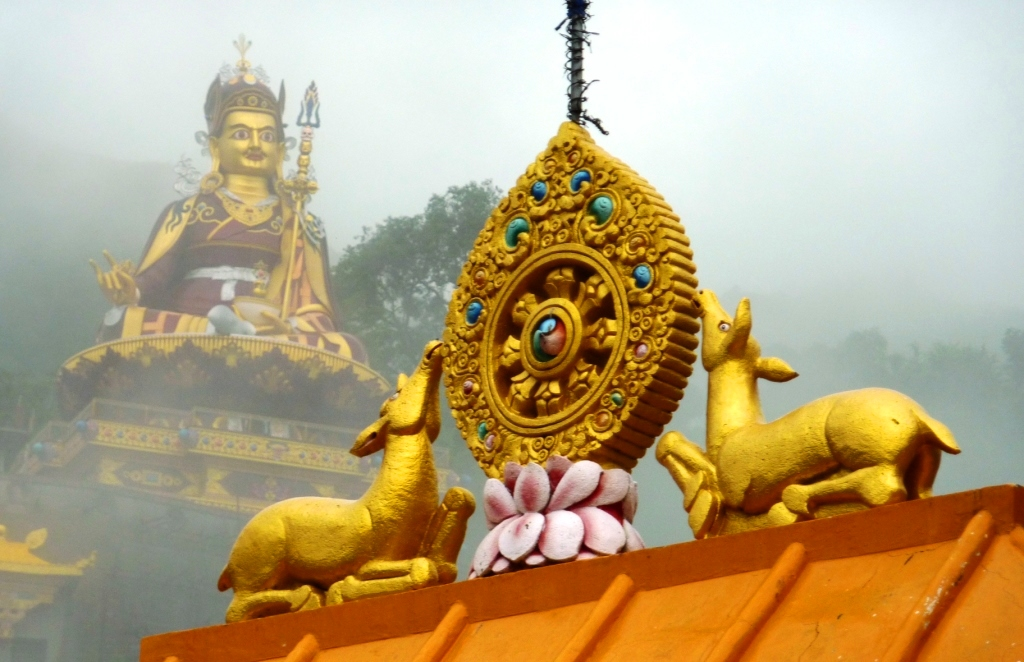
Dharmachakra em frente a uma estátua de Padmasambhava. Lago Rewalsar, Himachal Pradesh, Índia

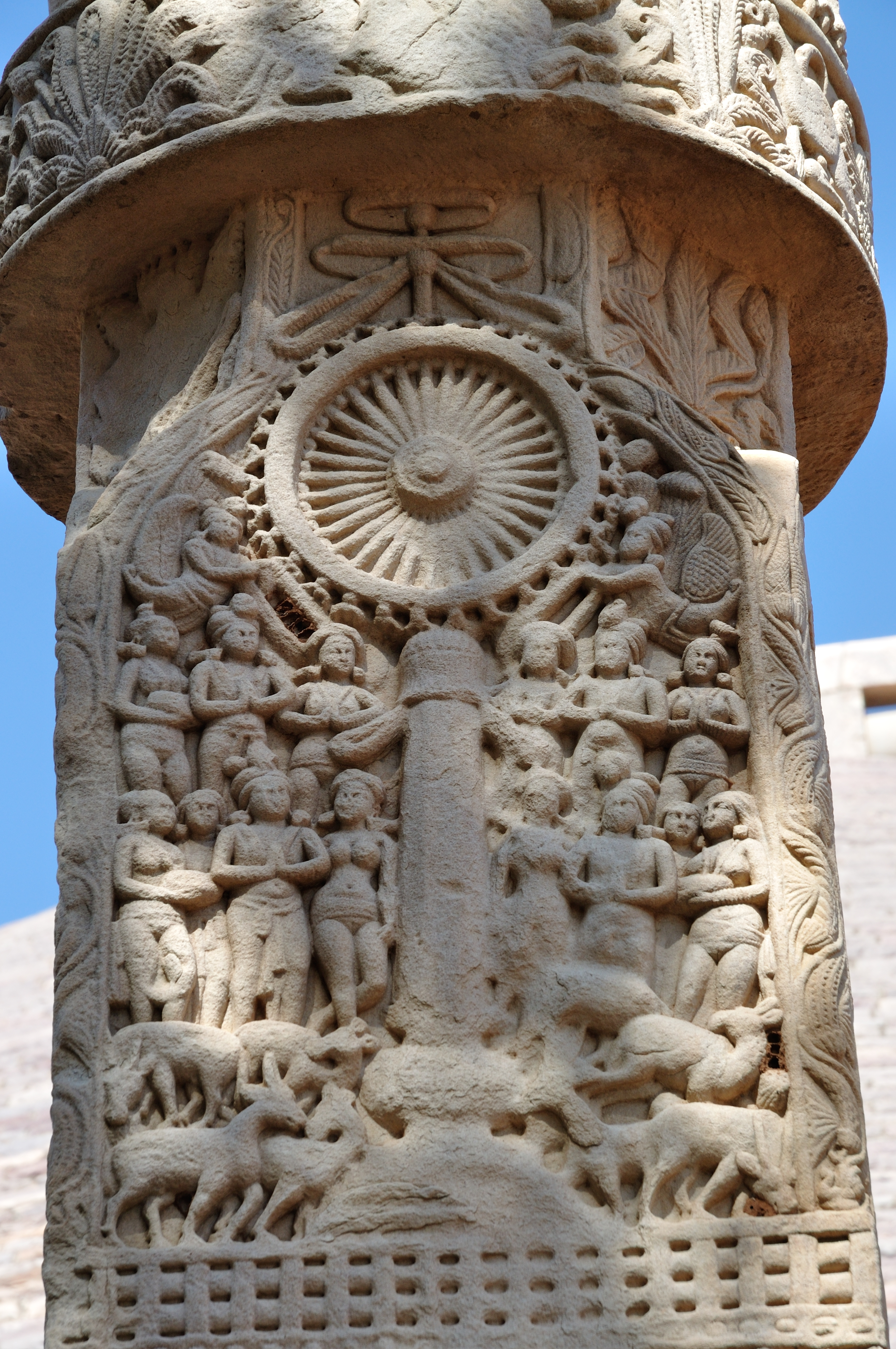
Devotos e Dharmachakra, Estupa de Sanchi, Face Sul, Pilastra Oeste.

No Budismo, o Dharmachakra é amplamente utilizado para representar o Dharma (o ensinamento do Buda e a ordem moral universal), o próprio Buda e a caminhada em direção à iluminação, desde os tempos do Budismo pré-sectário. O símbolo também é, por vezes, associado às Quatro Nobres Verdades, ao Nobre Caminho Óctuplo e à originação Dependente.
O dharmachakra pré-budista (dhammacakka) é considerado um dos ashtamangala (sinais auspiciosos) tanto no Hinduísmo quanto no Budismo e é frequentemente utilizado como símbolo de ambas as fés. É um dos mais antigos símbolos indianos conhecidos, presente na arte indiana, surgindo na primeira iconografia indiana pós-Civilização do Vale do Indo durante o período do rei budista Ashoka.
Diz-se que o Buda pôs em movimento a "roda do dharma" ao proferir seu primeiro sermão, descrito no Dhammacakkappavattana Sutta. Esse "giro da roda" simboliza uma mudança revolucionária e de consequências universais, promovida por um ser humano excepcional. O Budismo adotou a roda como símbolo a partir da ideia mítica indiana do rei ideal, denominado Chakravartin ("aquele que gira a roda" ou "monarca universal"), que, segundo a lenda, possuía diversos objetos míticos, dentre eles o ratana cakka (a roda ideal). O Mahā Sudassana Sutta do Digha Nikāya descreve essa roda como possuindo um centro (nābhi), mil raios (sahassārāni) e um aro (nemi), todos perfeitos em cada aspecto. Siddhartha Gautama foi considerado um "mahapurisa" (homem notável) que poderia ter optado por tornar-se um rei que gira a roda, mas escolheu, em vez disso, ser o contraponto espiritual a tal rei, um sábio que gira a roda, ou seja, um Buda.
Em sua explicação do termo "girar a roda do Dharma", o exegeta theravada Buddhaghosa esclarece que essa "roda" que o Buda girou deve ser entendida, primordialmente, como a sabedoria, o conhecimento e a percepção (ñāṇa). Essa sabedoria possui dois aspectos: o paṭivedha-ñāṇa, que é a sabedoria da autorrealização da Verdade, e o desanā-ñāṇa, a sabedoria da proclamação da Verdade.

“É o ciclo sem começo de renascimentos que é chamado de ‘Roda do ciclo de renascimentos’ (saṃsāracakka). A ignorância (avijjā) é o seu centro, pois é a sua raiz. O envelhecimento e a morte (jarā-maraṇa) constituem o seu aro, por encerrarem-no. Os dez elos restantes [da Originação Dependente] são os seus raios [isto é, de saṅkhāra até o processo de tornar-se, bhava].”

Os primeiros monumentos indianos com dharmachakras são os Pilares de Ashoka, como o pilar do leão em Sanchi, erigido por ordem do imperador mauryano Ashoka. Segundo Benjamin Rowland:

“A coluna de Sarnath pode ser interpretada, portanto, não apenas como uma glorificação da pregação do Buda simbolizada pela roda que o coroa, mas também por meio das implicações cosmológicas de todo o pilar, enquanto símbolo da extensão universal do poder da Lei do Buda – tipificada pelo sol que domina todo o espaço e todo o tempo –, e, simultaneamente, como emblema da expansão universal do imperialismo mauryano por meio do Dharma. Toda a estrutura é, pois, uma tradução da antiga cosmologia indiana e asiática em termos artísticos de origem essencialmente estrangeira, dedicada, como todos os monumentos de Ashoka, à glória do Budismo e da casa real.”

De acordo com Harrison, o simbolismo da “roda da lei” e da ordem da Natureza também se evidencia nas roda de oração tibetana, cujos movimentos simbolizam a dinâmica da ordem cósmica (ṛta).

### Buddha Dhamma e seu uso moderno na Índia

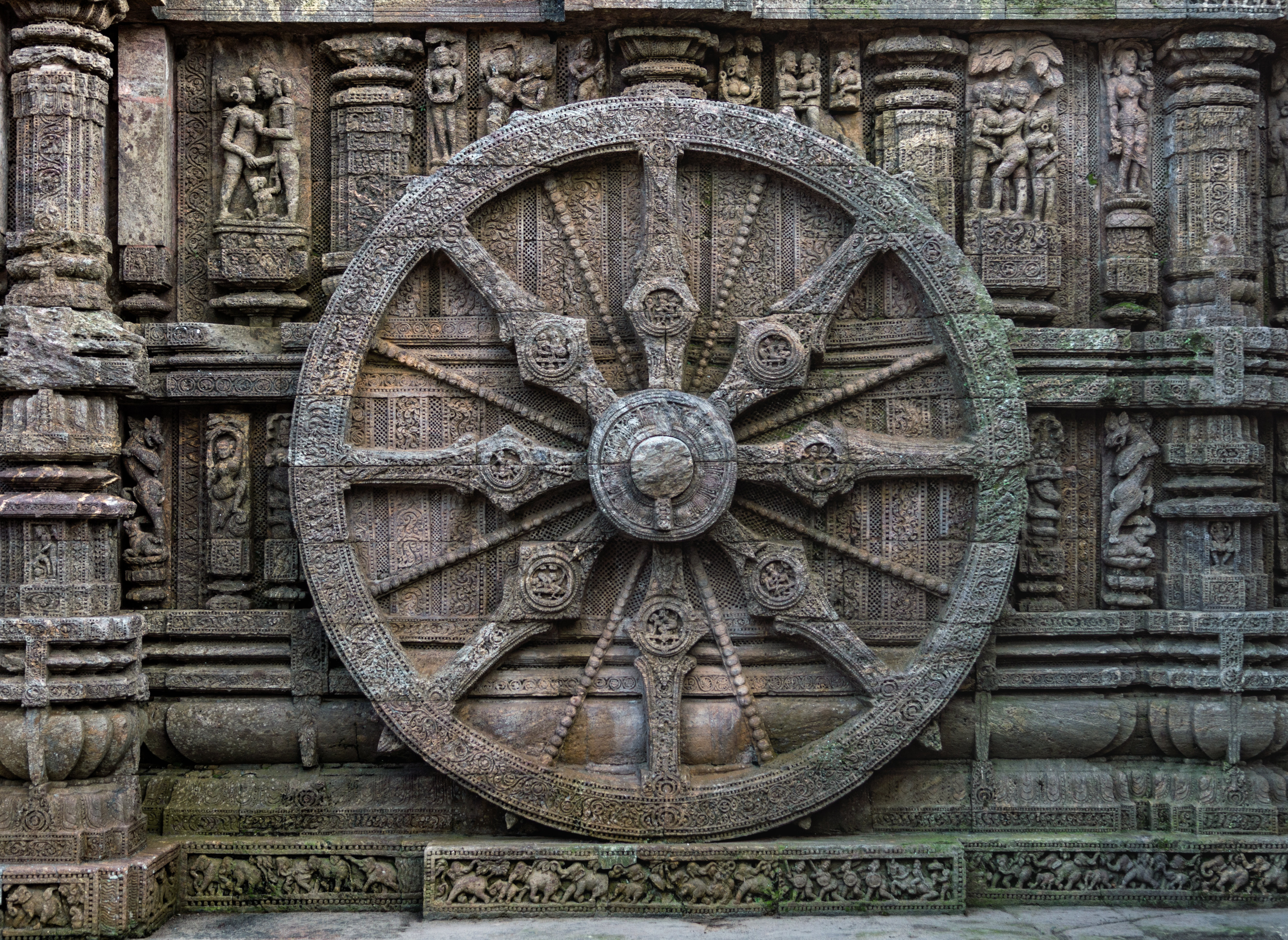
Roda da carruagem do sol, Templo do Sol de Konark.

O Escudo de Estado da Índia apresenta o Dharmachakra de 24 raios, oriundo do Capitel de Ashoka.

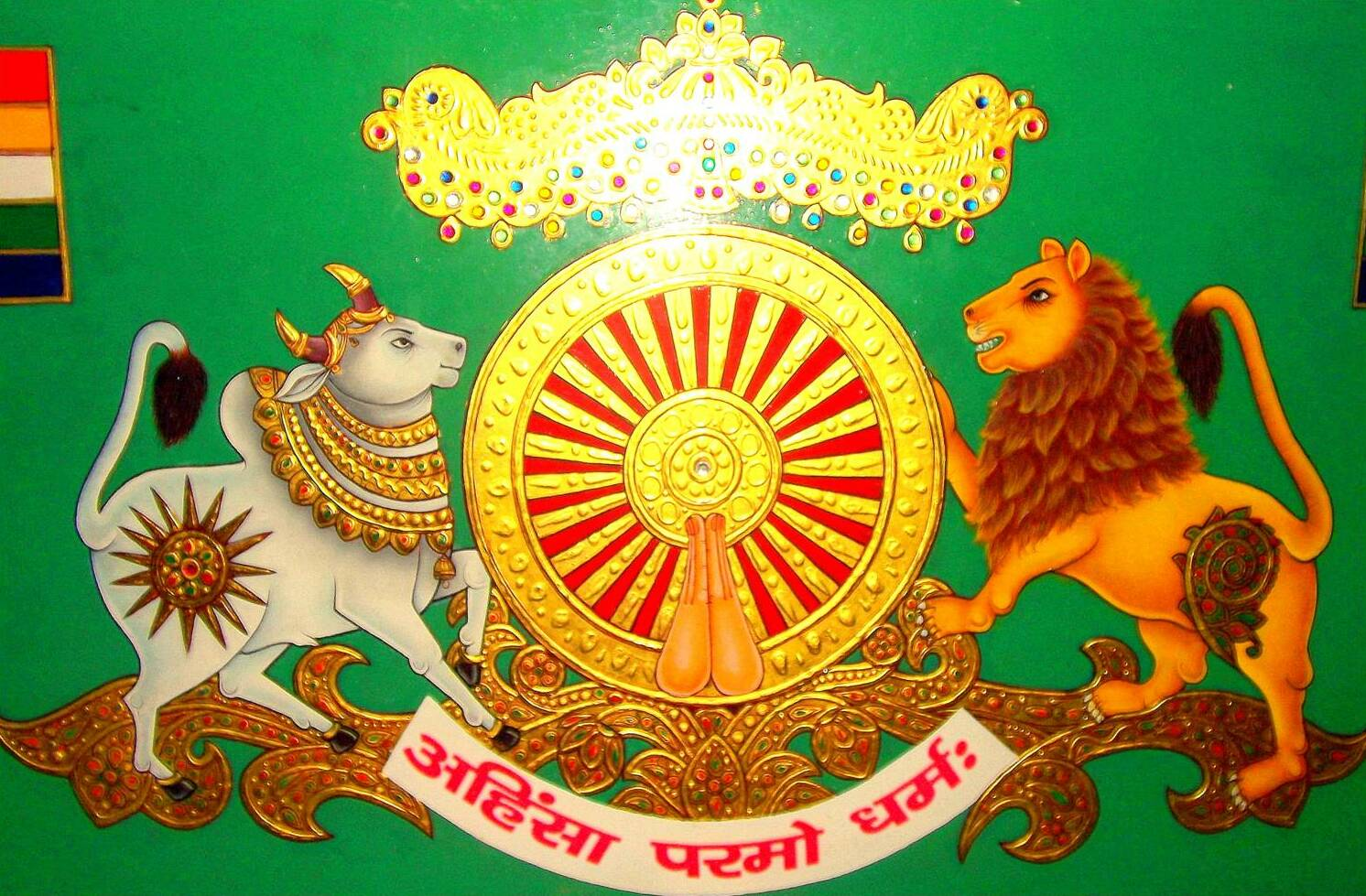
Ilustração jain com dharmachakra e o lema Ahiṃsā Paramo Dharma (a não-violência é o dharma supremo).

O dharmachakra é um símbolo na religião sramana do Buddha Dhamma.
O simbolismo da roda também foi utilizado em templos indianos em locais que passaram por transformação religiosa a partir do Budismo, como o templo de Jagannath, cuja divindade é considerada por alguns estudiosos ter origem budista.. Igualmente, encontra-se em outros antigos templos de Odisha, dentre os quais se destaca o Templo do Sol de Konark.
O Dharmachakra de 24 raios, conhecido como Ashoka Chakra, está presente na Bandeira da Índia, representando o conceito pan-indiano de Dharma. O moderno Escudo de Estado da Índia é uma representação do Capitel de Ashoka (Sanchi), que inclui o dharmachakra. Uma parte integrante do emblema é o lema inscrito em devanagari: Satyameva Jayate (em inglês: Truth Alone Triumphs). Esta é uma citação do Mundaka Upanishad, a parte final dos Vedas.
Sarvepalli Radhakrishnan, o primeiro Vice-presidente da Índia, afirmou que o Ashoka Chakra representa a "roda da lei do dharma", bem como "Verdade ou satya", "Virtude" e "movimento", no sentido do "dinamismo de uma mudança pacífica".

### Outros usos e símbolos semelhantes
- O principal atributo de Vishnu é uma arma em forma de roda, denominada Sudarshana Chakra.[12]
- Símbolos de roda semelhantes foram utilizados como símbolo solar pelos Antigos egípcios.[27]
- Algumas estátuas de Buda também exibem a Mudrā do Dharmachakra, um sinal manual que representa o giro da roda do Dharma.
- Um símbolo de roda muito semelhante aparece também na Bandeira do Povo Cigano, fazendo alusão à sua história nômade.
- Em contextos culturais não budistas, uma roda de oito raios assemelha-se a um volante de navio. Como emblema náutico, essa imagem é uma popular tatuagem de marinheiro, que pode ser erroneamente identificada como um dharmachakra ou vice-versa.
- O Sonnenrad é um símbolo semelhante utilizado por ocultistas e neonazistas.
- O Falun Gong utiliza o conceito de uma roda semelhante como conceito central.
- No padrão computacional Unicode, o dharmachakra é denominado "Roda do Dharma" e aparece na forma de oito raios. É representado como U+2638 (☸). Como emoji: ☸️.

## Galeria

### Exemplos históricos e arqueológicos

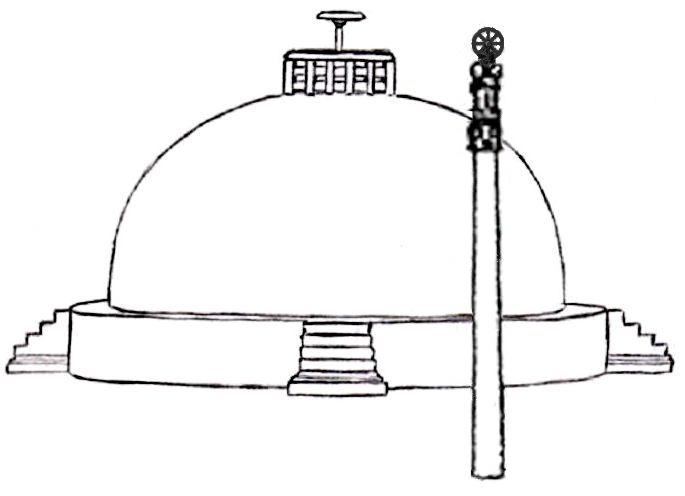
Reconstrução do layout aproximado de Sanchi na época dos mauryas, mostrando o pilar encimado por um dharmachakra.
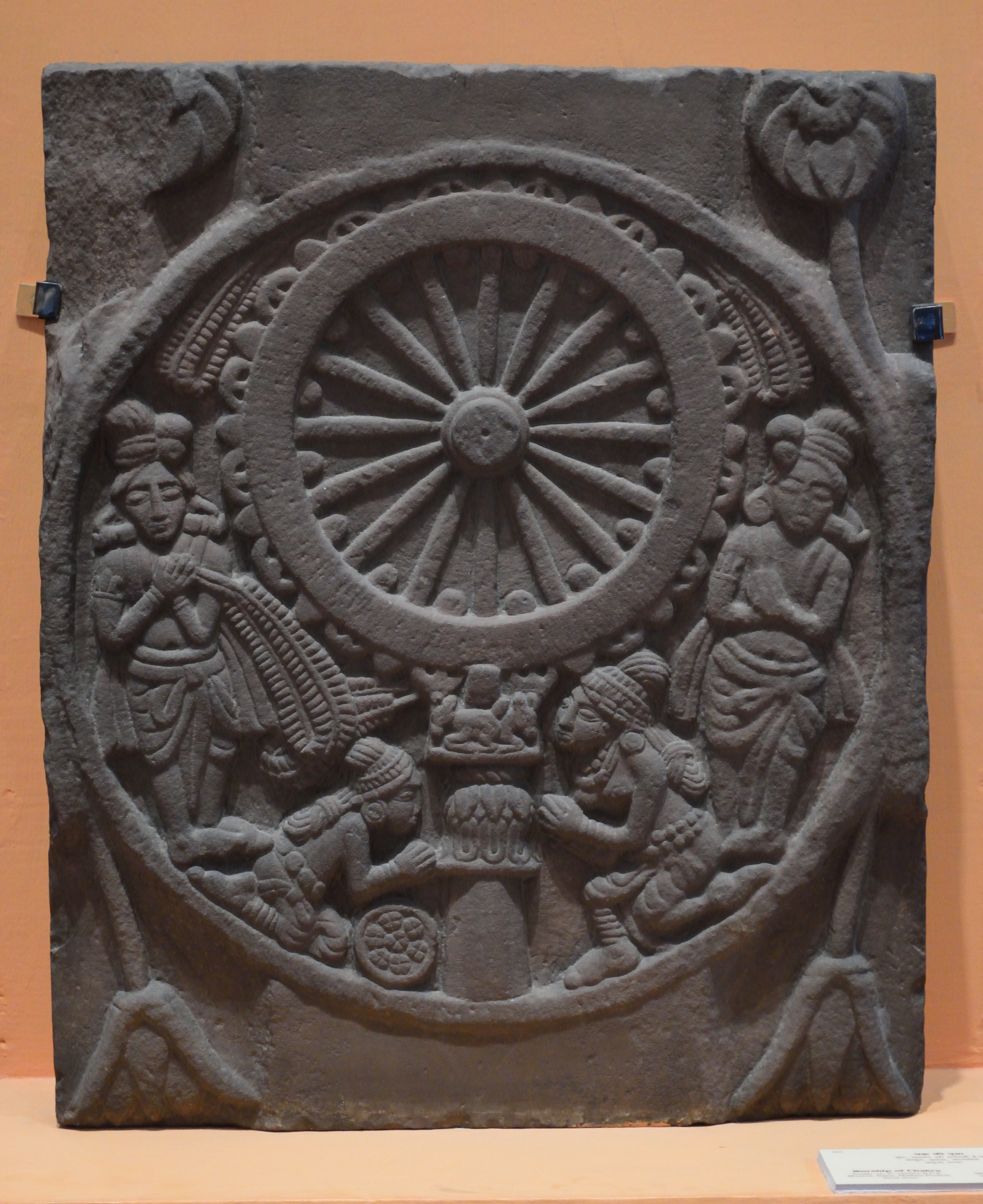
Representação em arenito, c. II século a.C., Bharhut, Museu Indiano – Calcutá.
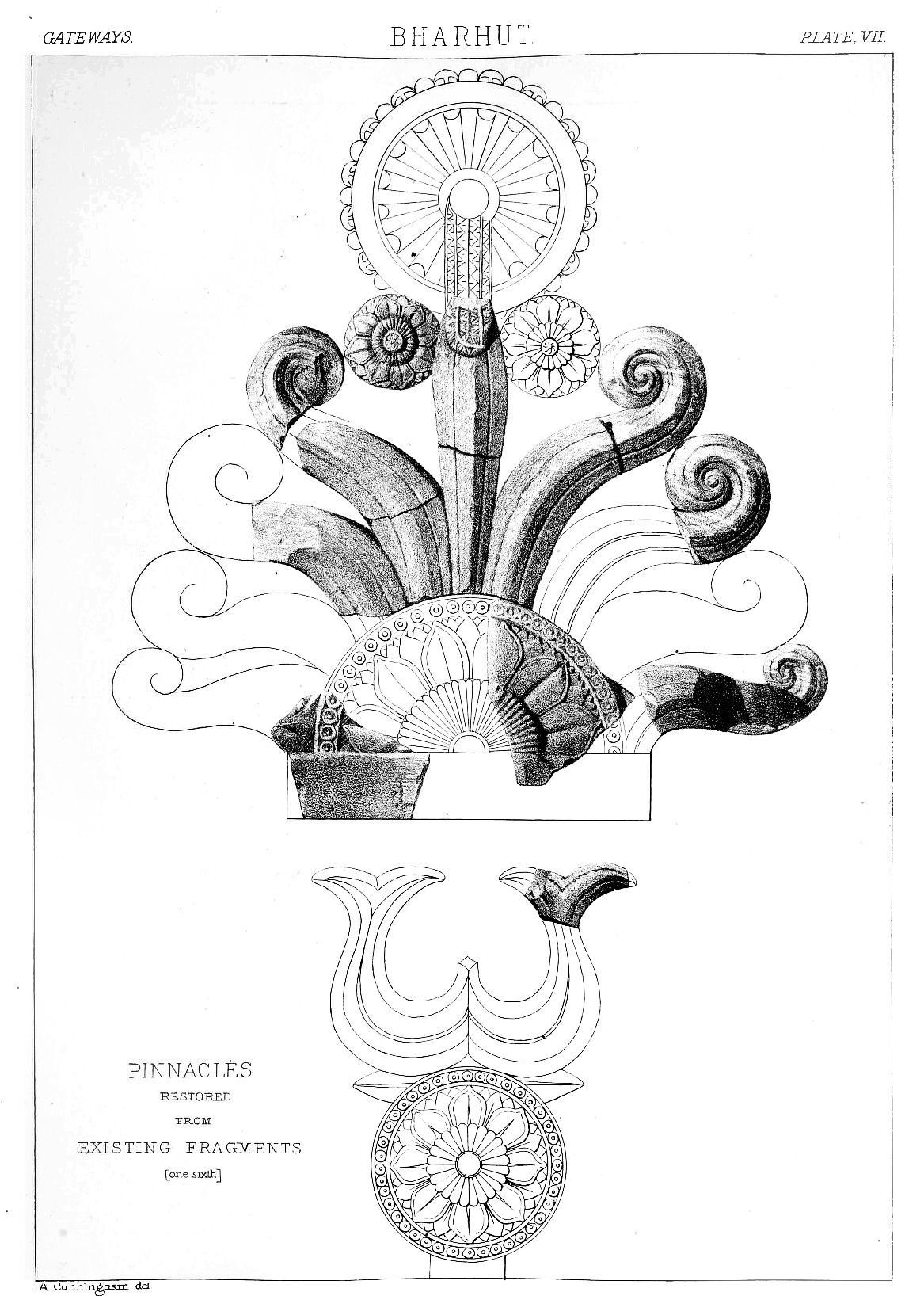
Reconstrução ilustrada das pinacotecas em Bharhut por Alexander Cunningham
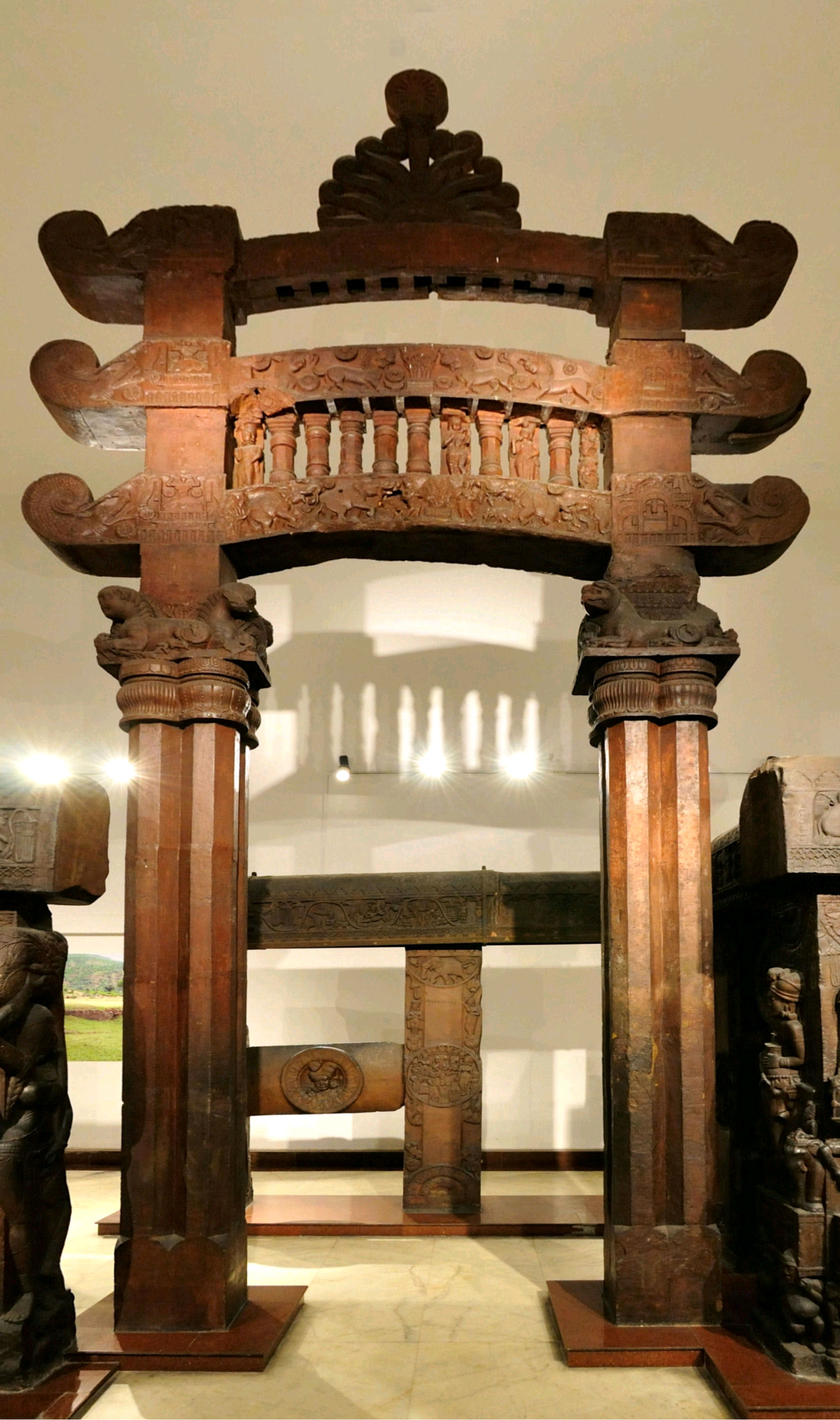
Portão oriental da estupa de Bharhut encimado por uma pinacoteca em forma de dharmachakra.
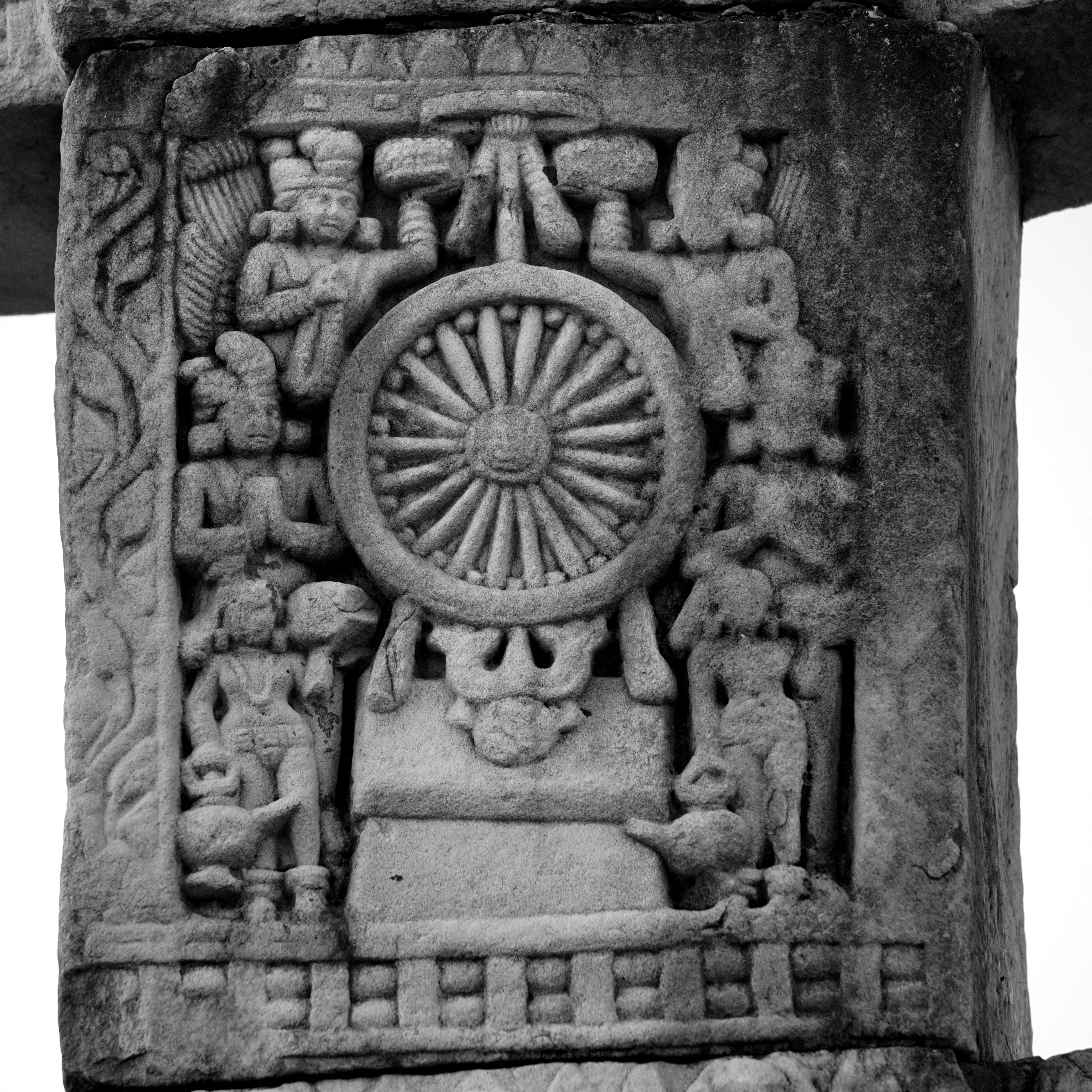
Buda representado pelo dharmachakra, estupa de Sanchi nº 3.
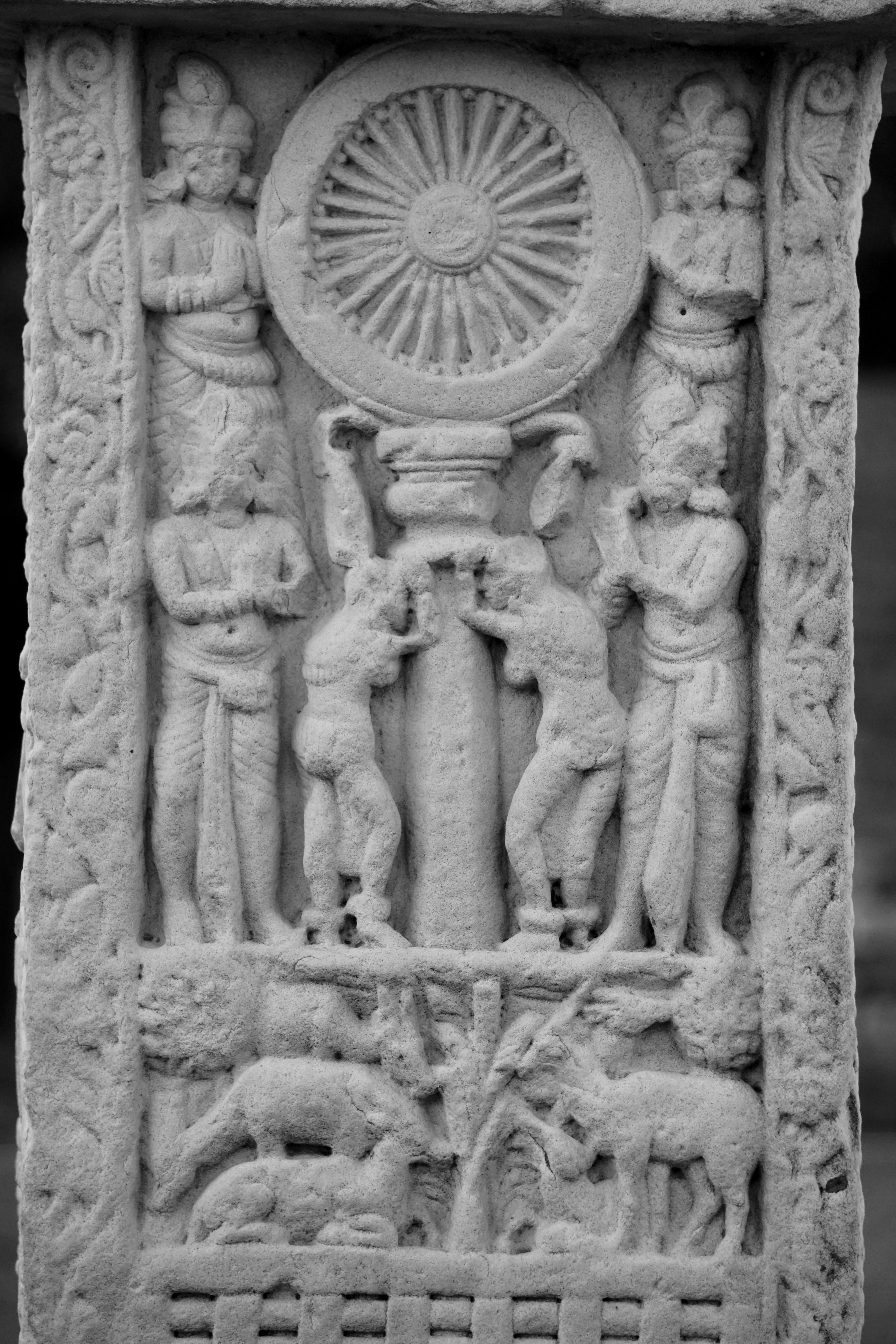
Dharmachakra sobre pilar, estupa de Sanchi nº 3.
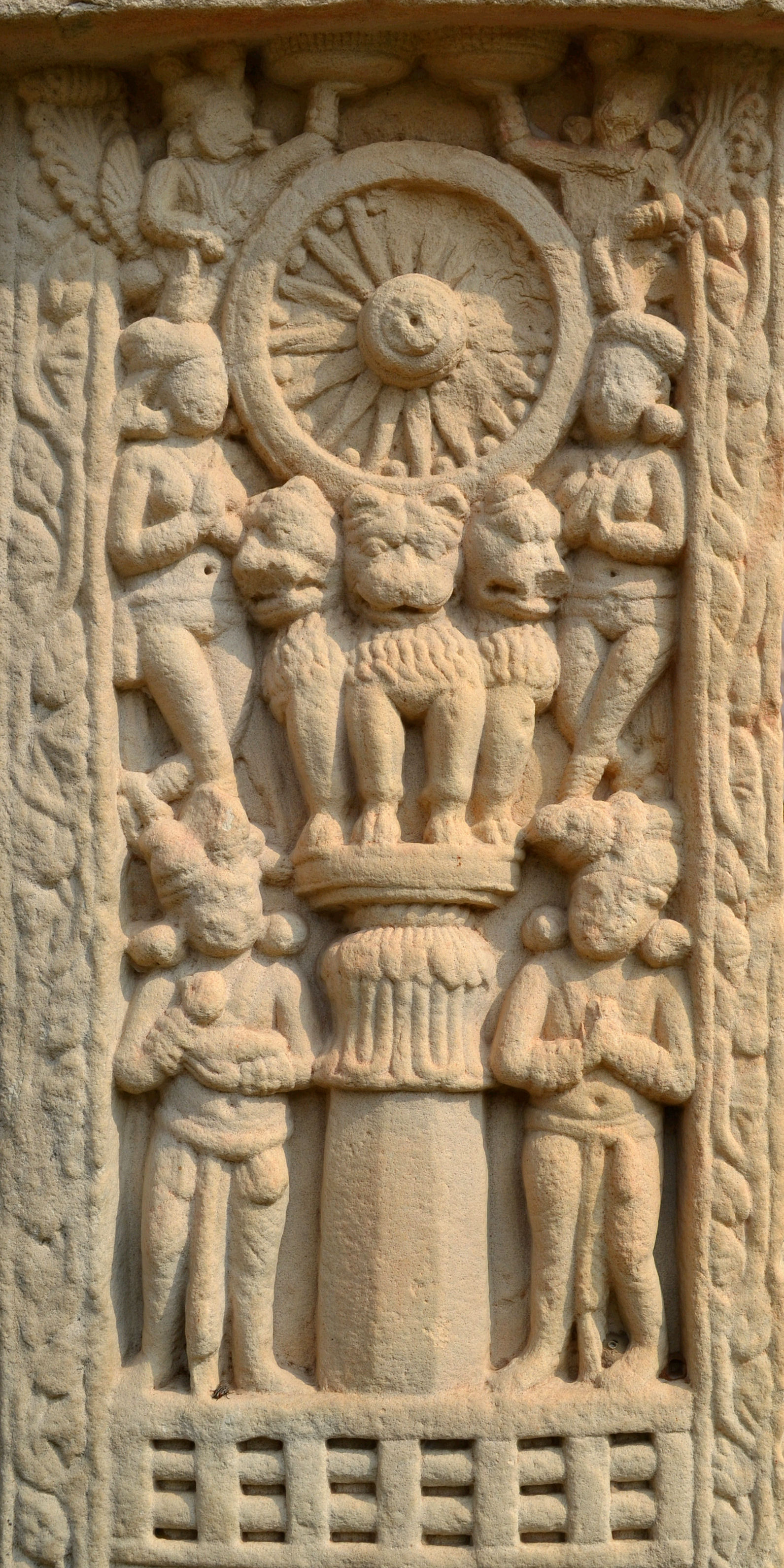
Adoração ao pilar de Ashoka, estupa de Sanchi nº 3.
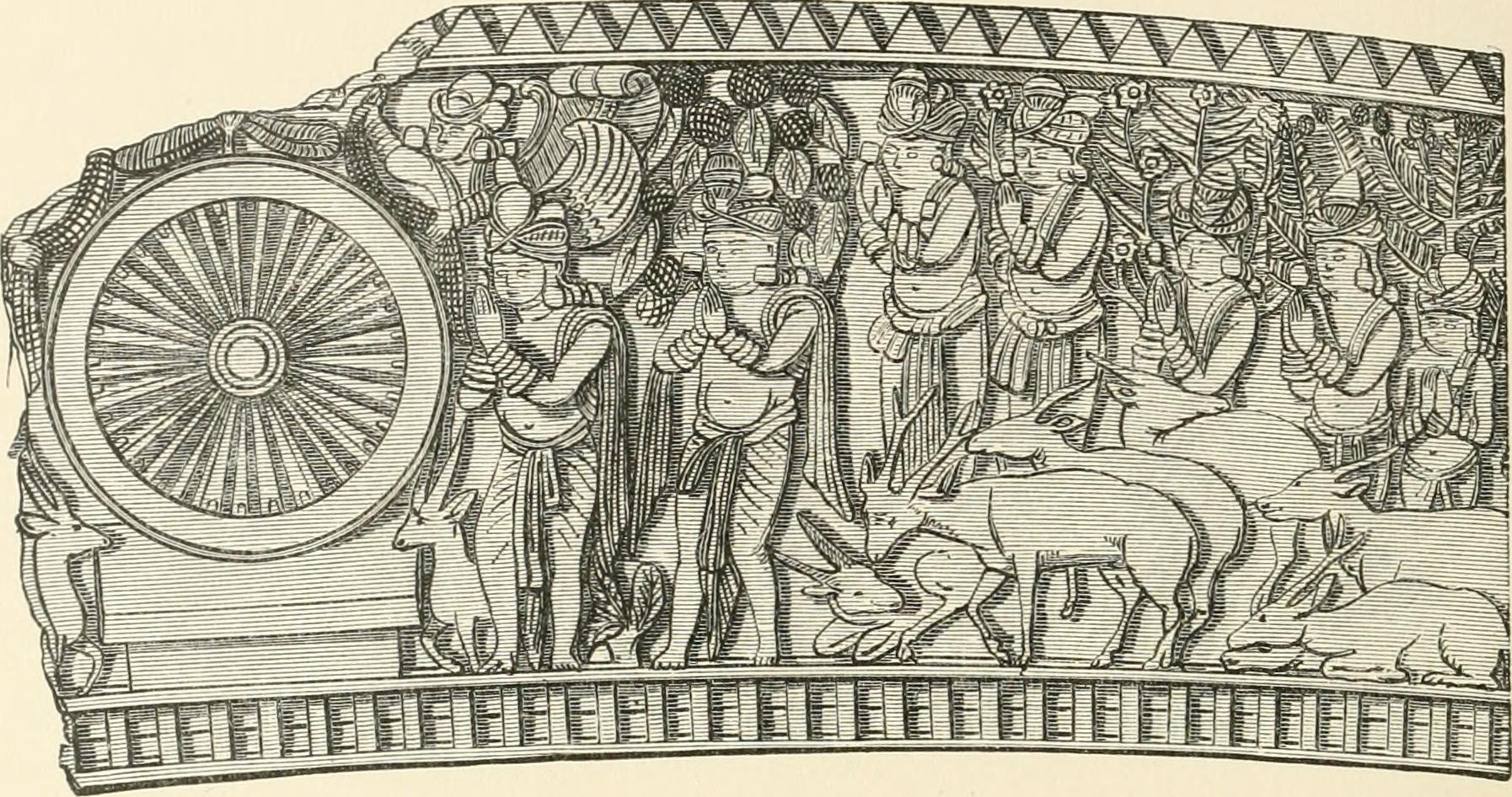
Ilustração da estupa de Sanchi.
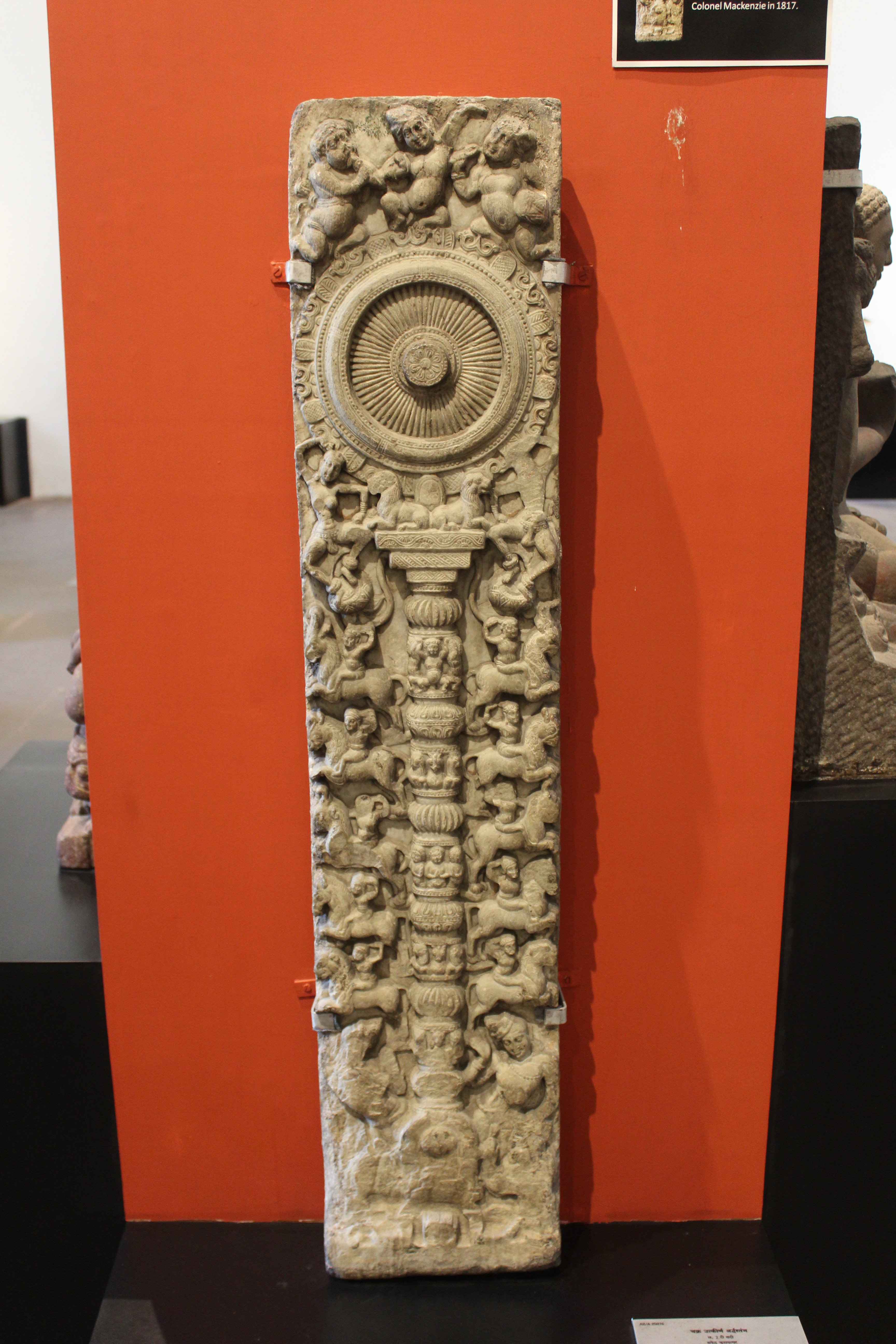
Pilastra em calcário, II século d.C., Amaravathi, Museu Indiano, Calcutá.
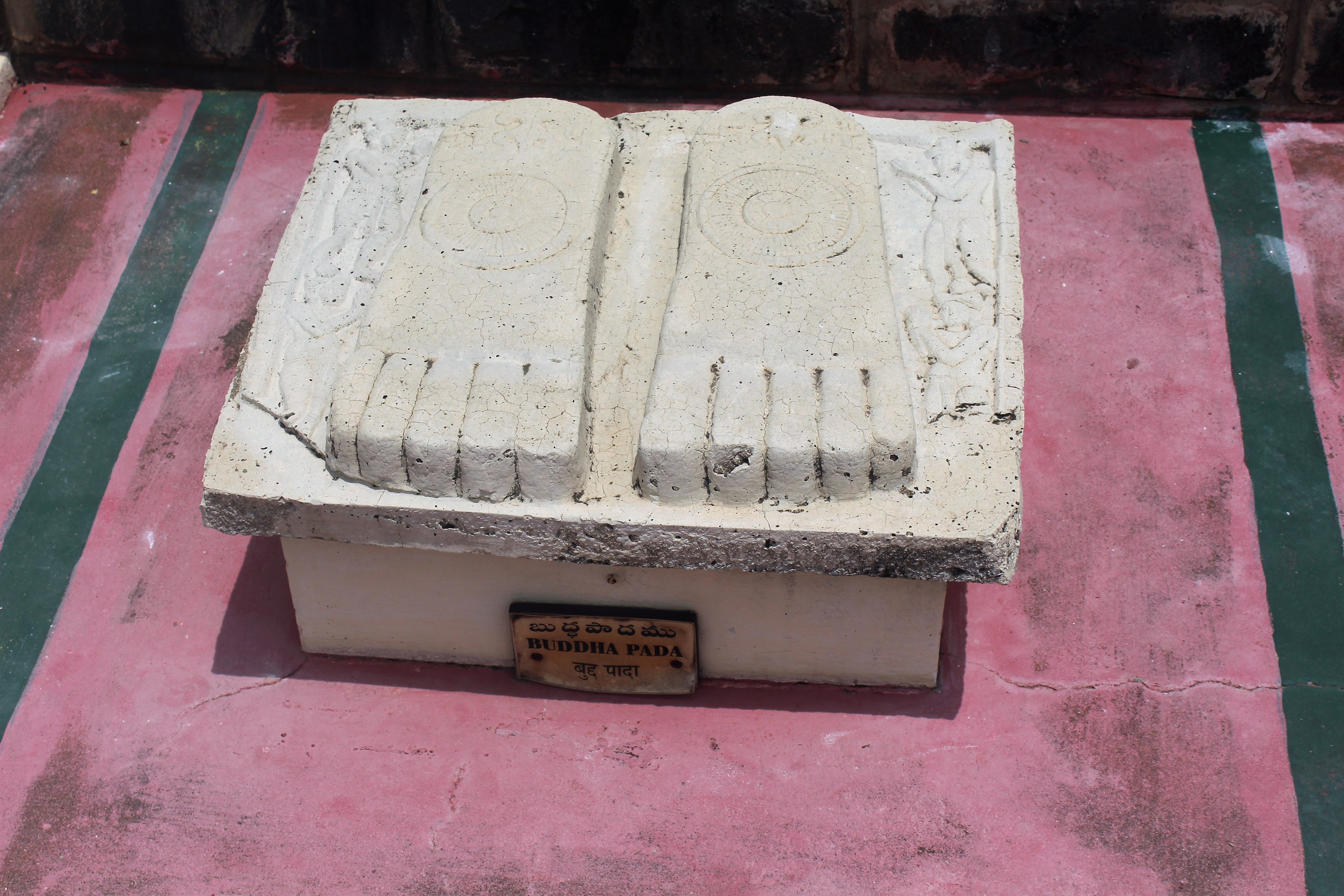
Pegadas de Buda com dharmachakras, Museu Arqueológico de Amaravati
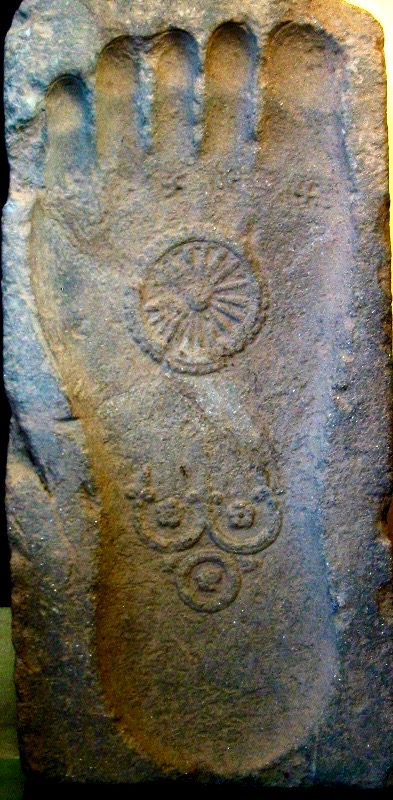
Pegada de Buda do Gandhara do I século.
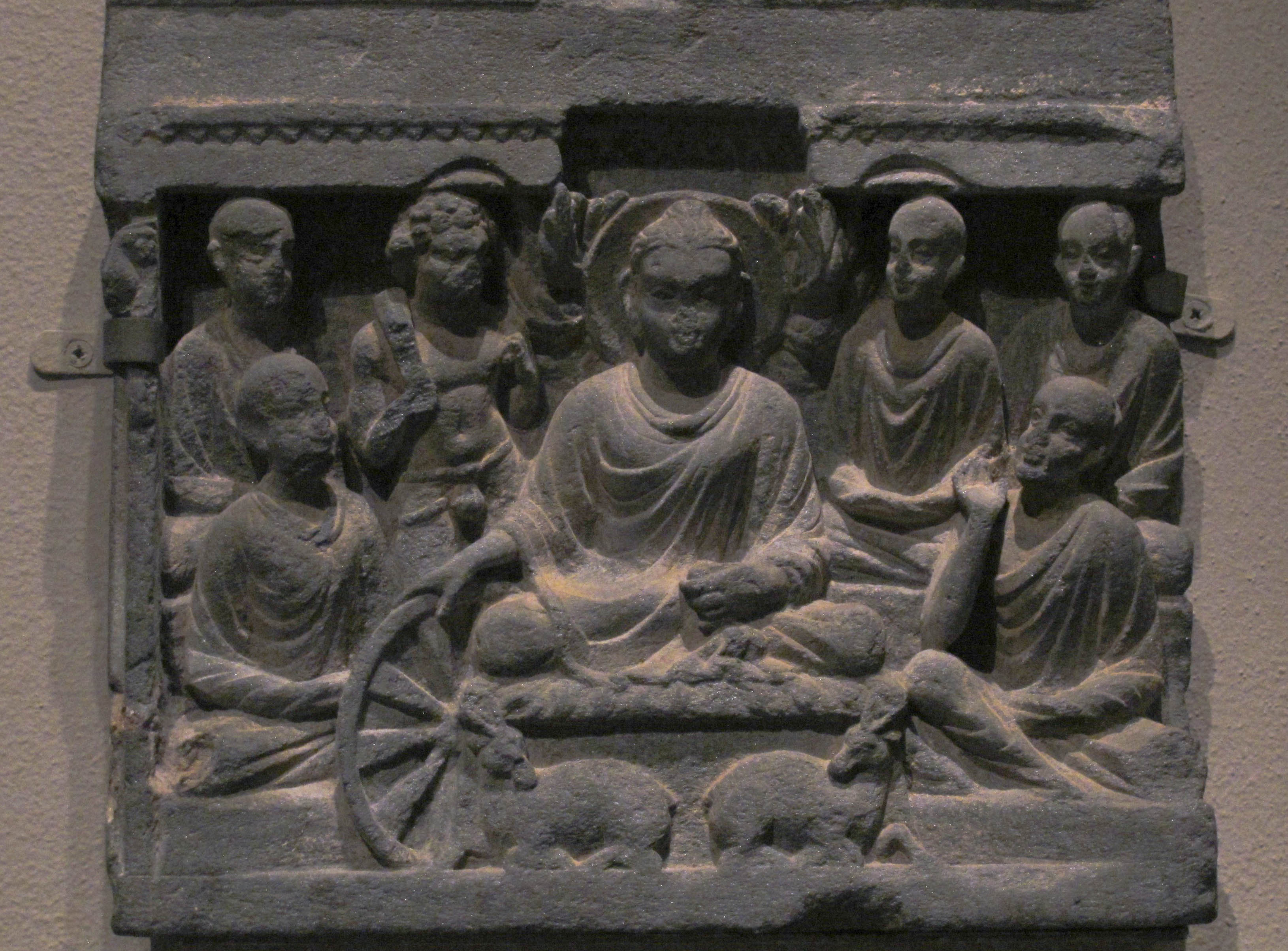
Estela gandharana ilustrando o primeiro sermão em Sarnath, II século, Metropolitan Museum of Art.
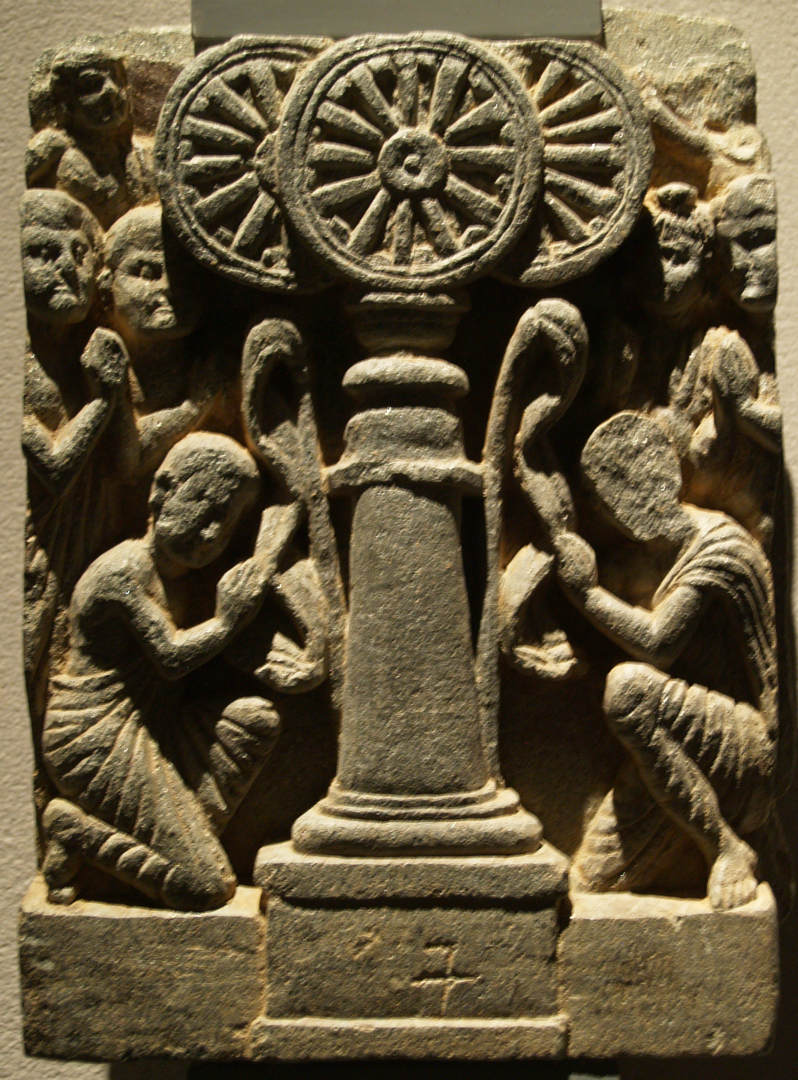
Estela de Gandhara.
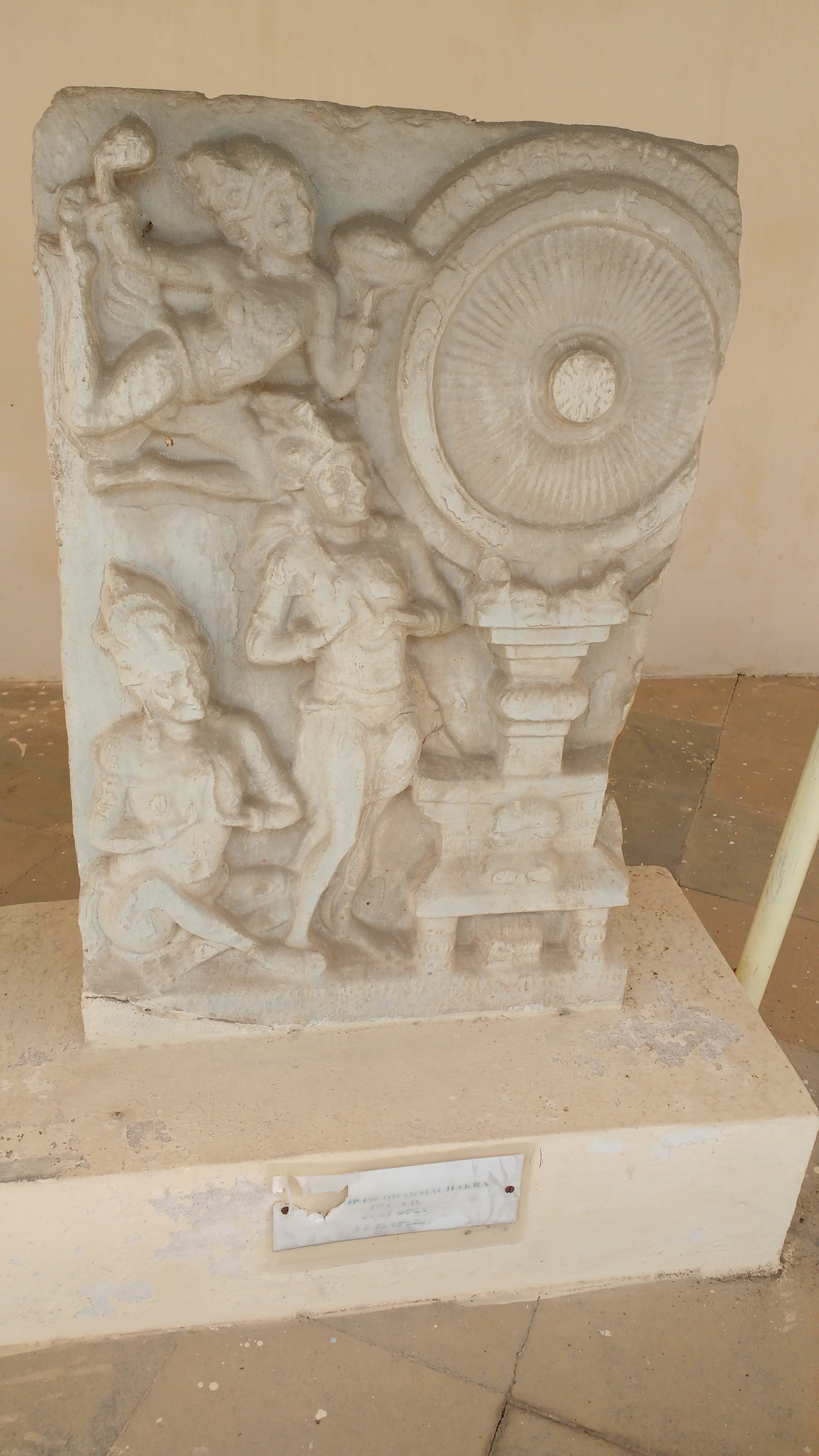
Escultura representando o dharmachakra no museu de Amaravathi.
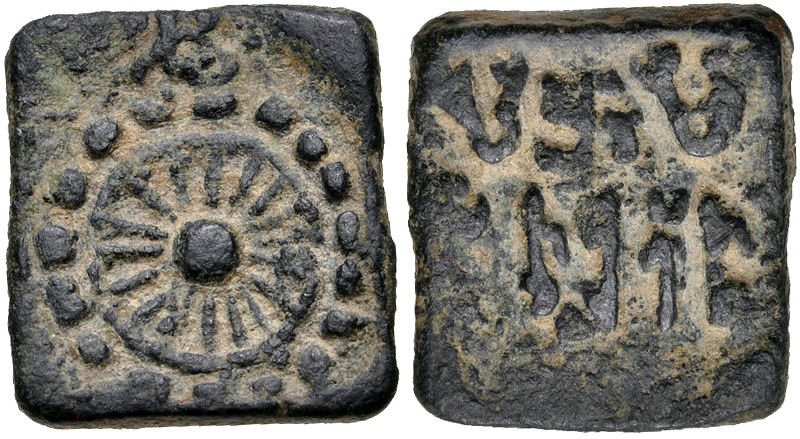
Moeda de Taxila com roda e símbolos budistas.
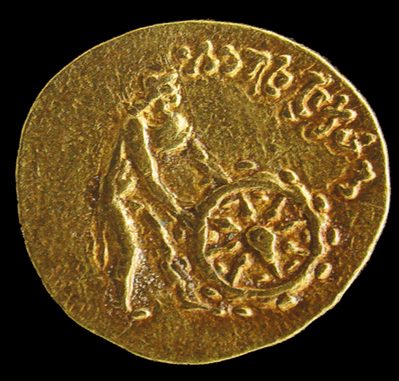
Moeda encontrada no Afeganistão, 50 a.C. – c. 30 d.C., no máximo antes de 50 d.C.
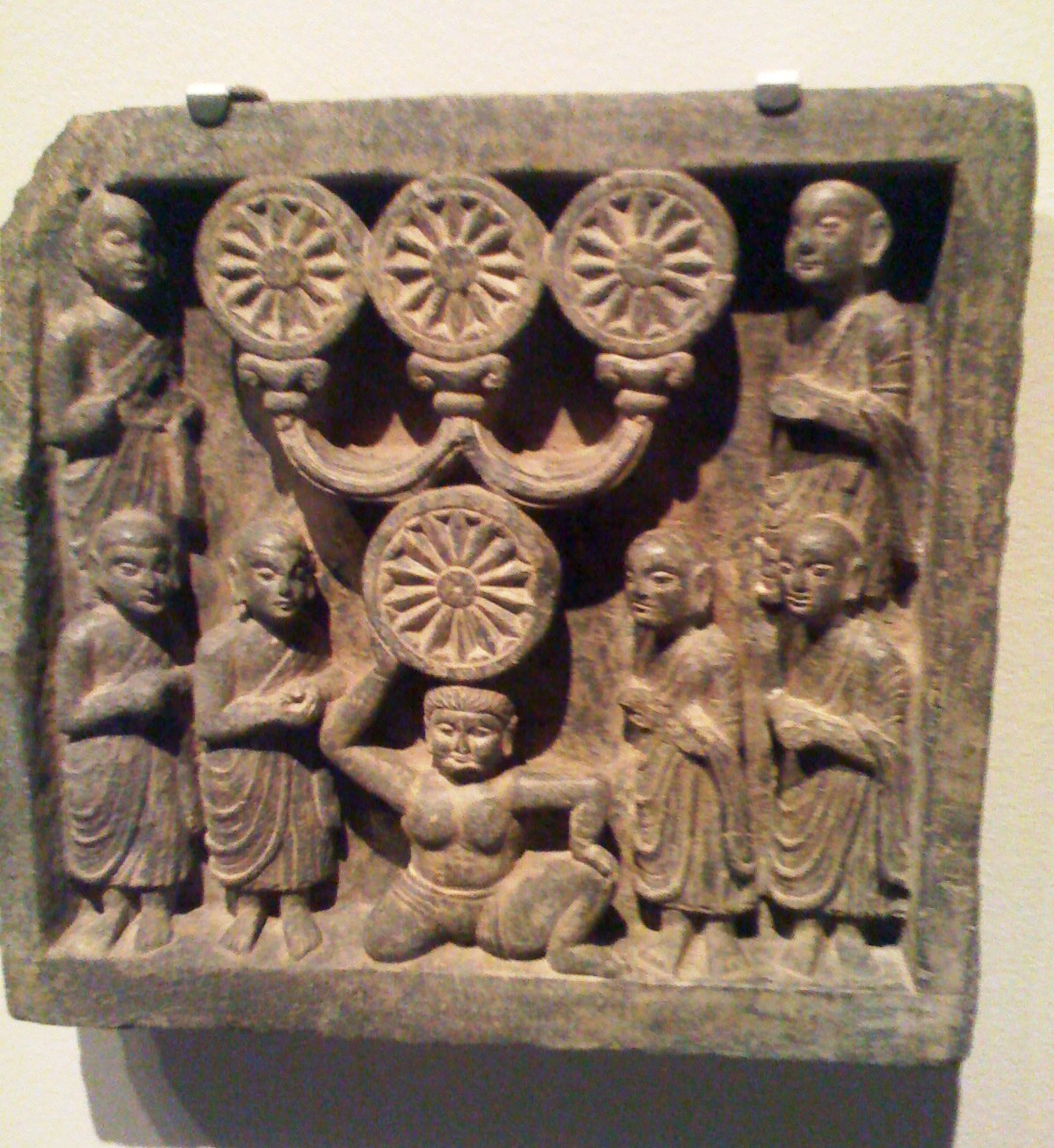
As Três Joias, ou Triratna. Afeganistão Oriental. Período Kushan. II–III século.
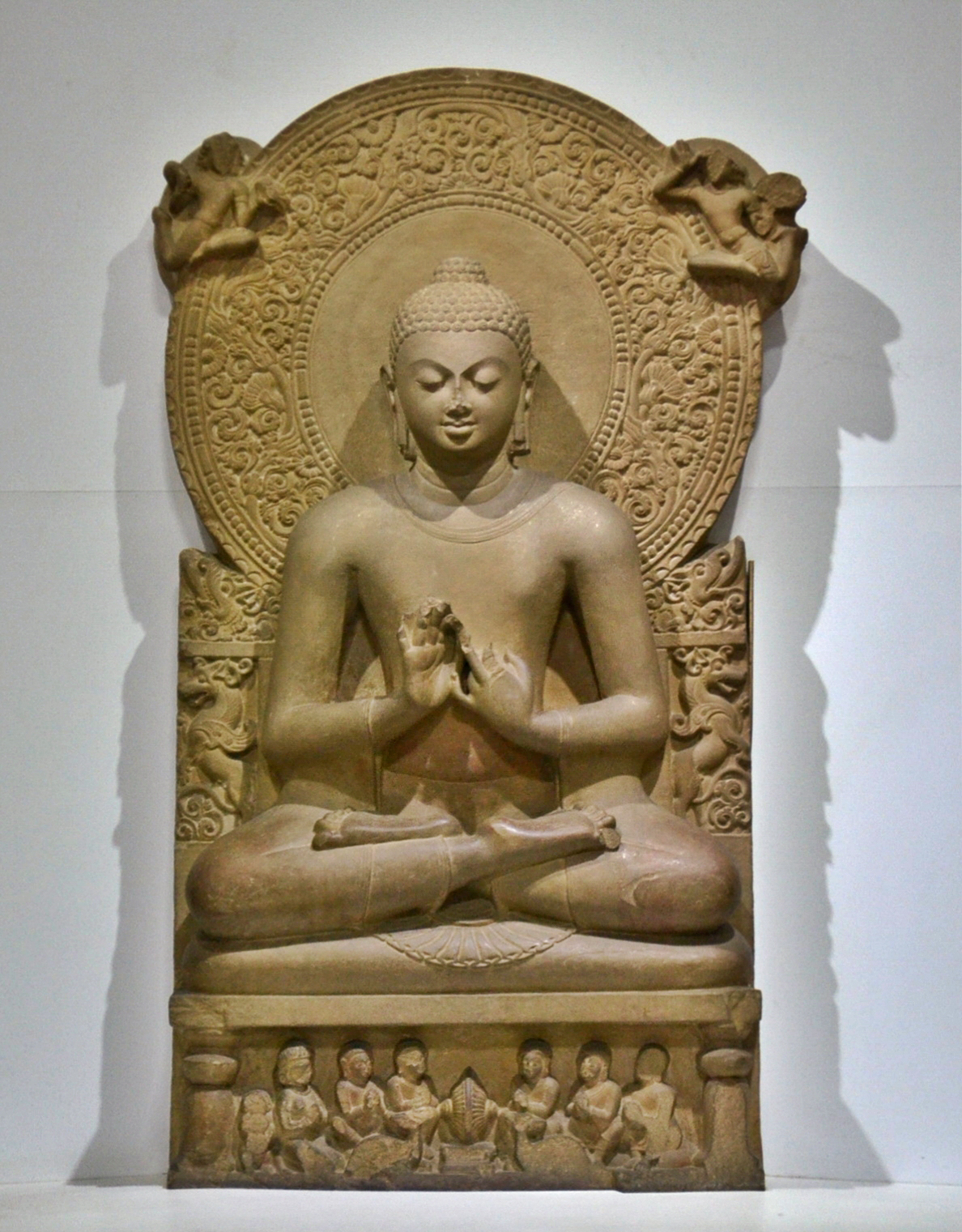
Dharmachakra Pravartana Mudra, período Gupta, século V.
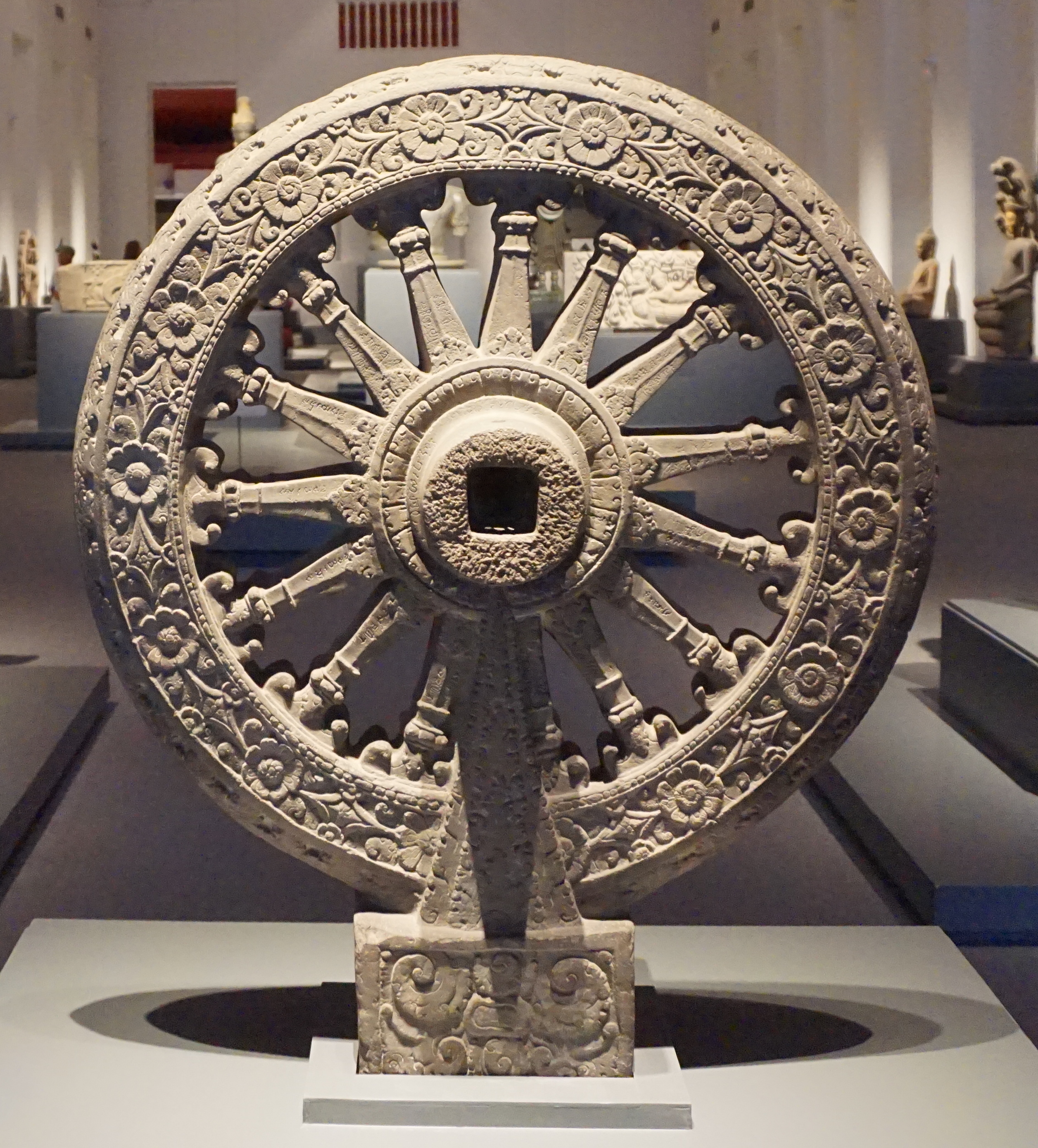
Dhammacakka, Museu Nacional de Bangkok, Tailândia, século VII.
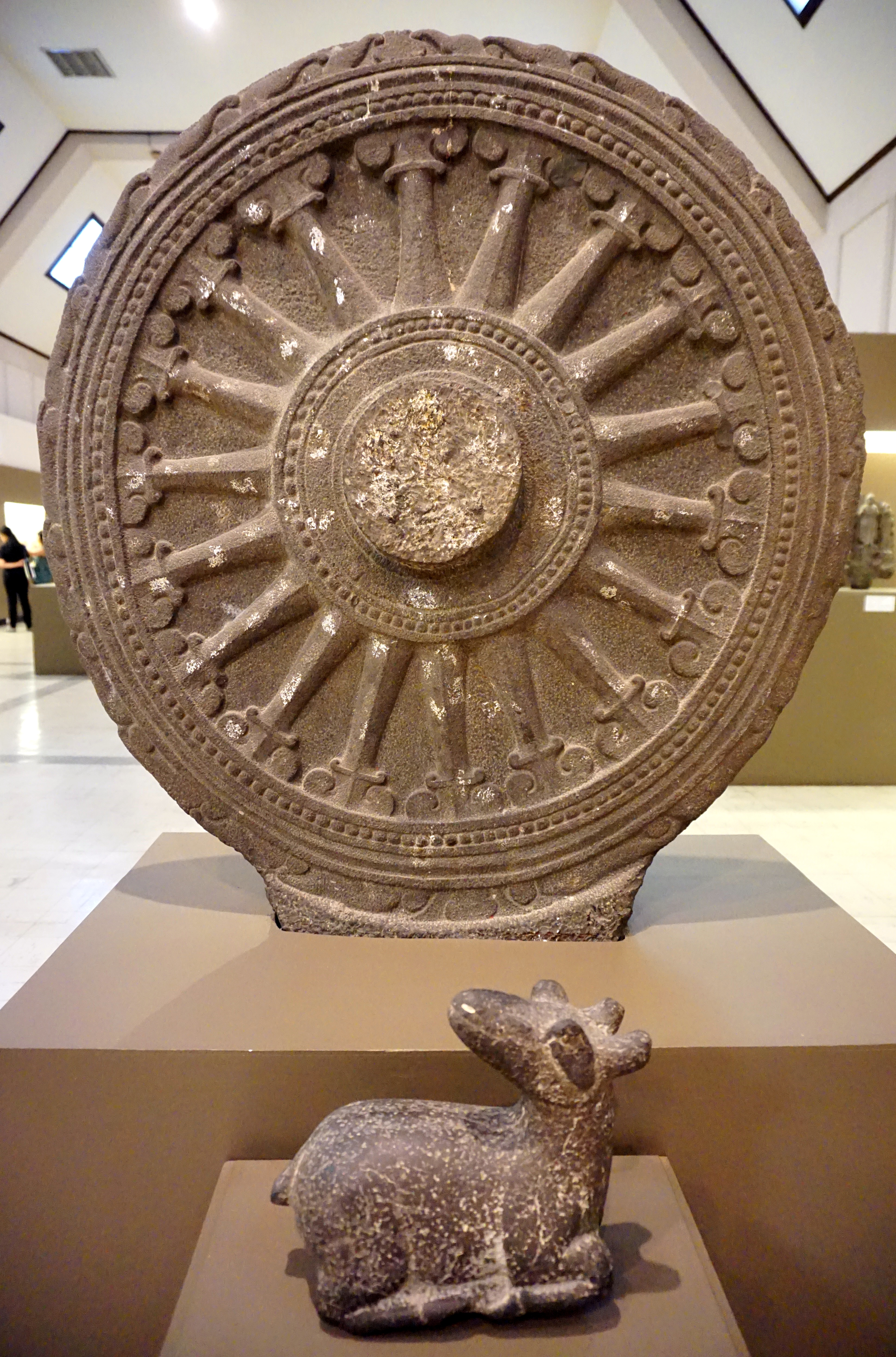
Dhammacakka, Museu Nacional de Bangkok, Tailândia.
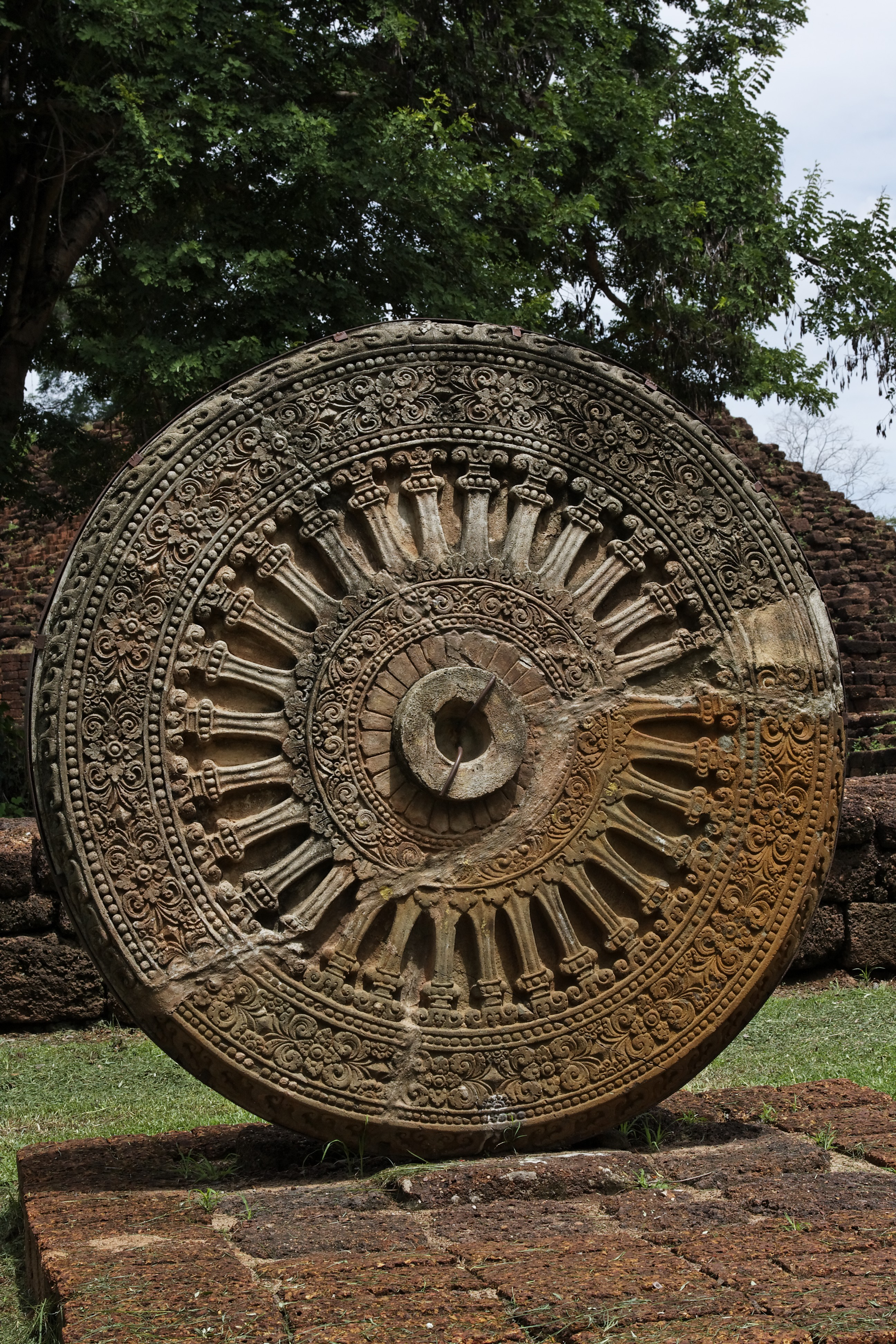
Khao Klang Nai, Parque Histórico de Si Thep, Tailândia.
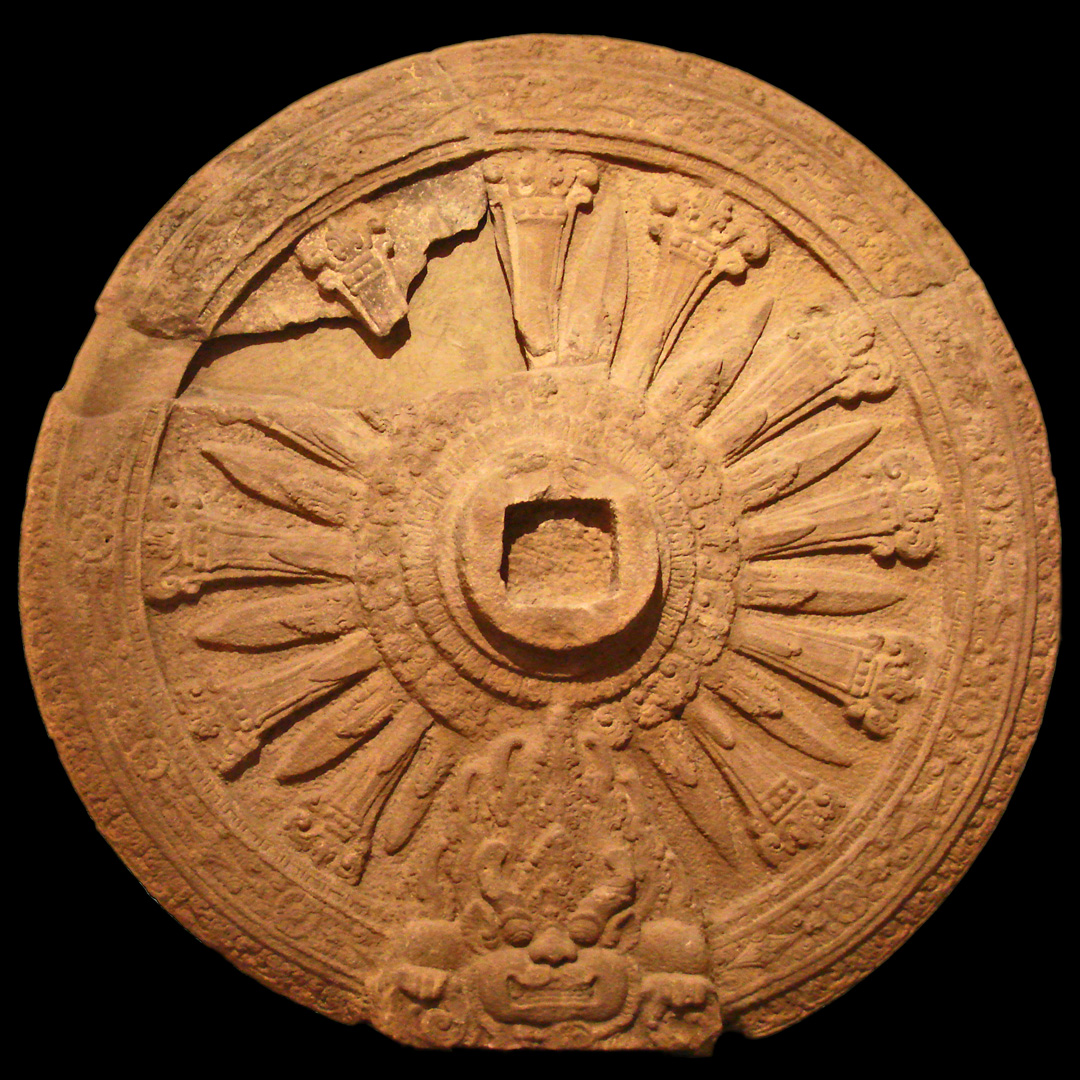
Meu dharmachakra, século VII ou IX, em arenito.
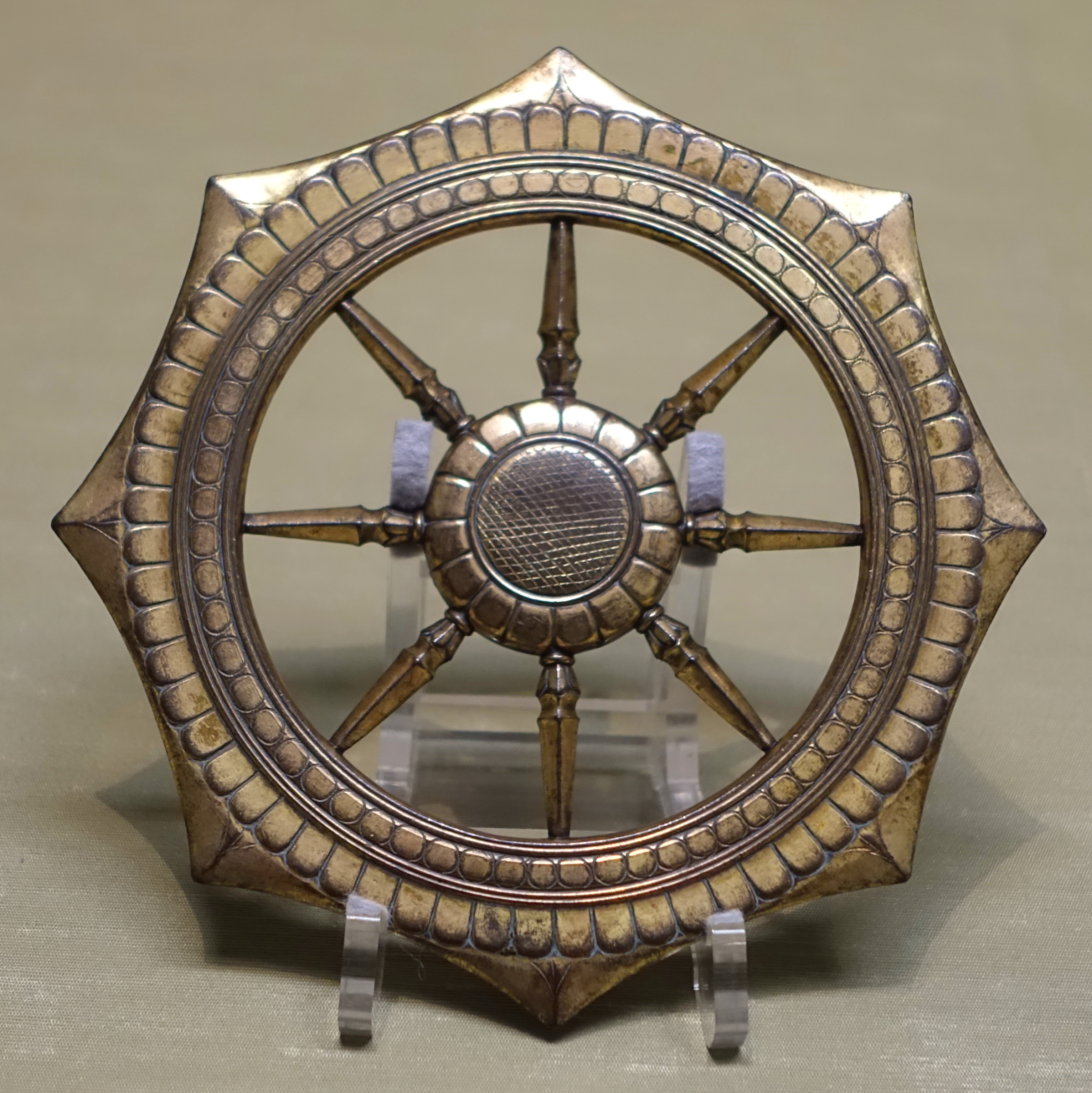
Roda do Dharma, Japão, período Kamakura, 1200 d.C., bronze – Museu Nacional de Tóquio.
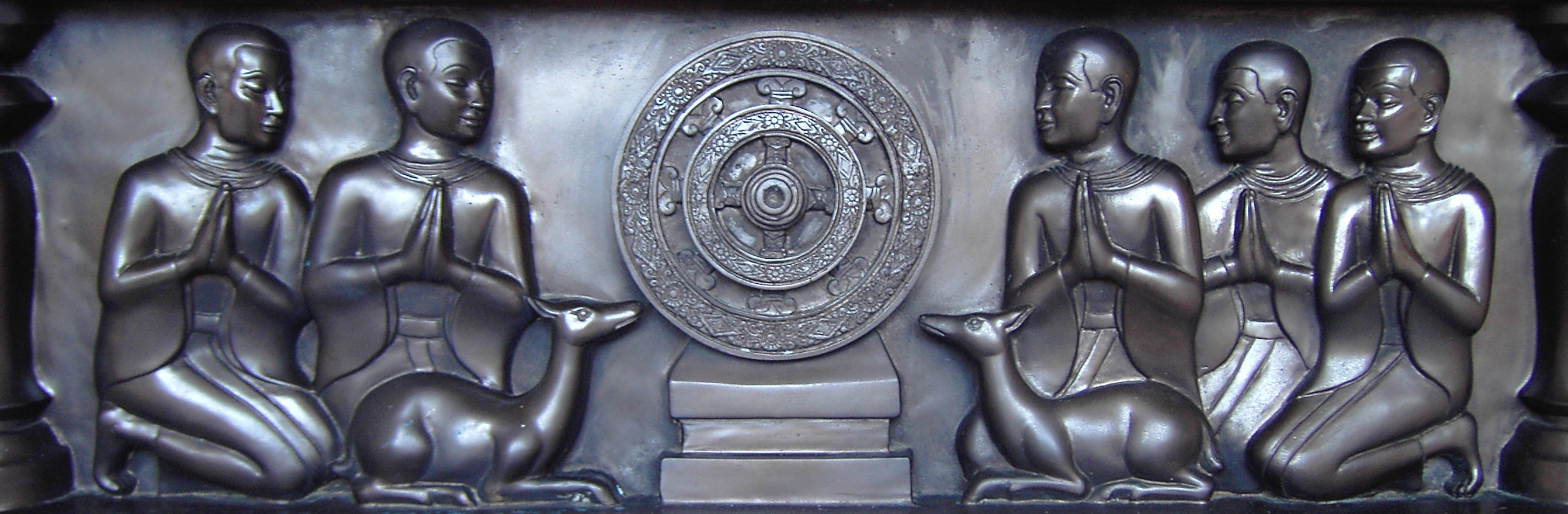
Parte de uma estátua de Buda, mostrando os cinco primeiros discípulos do Buda em Sarnath e o dharmachakra.
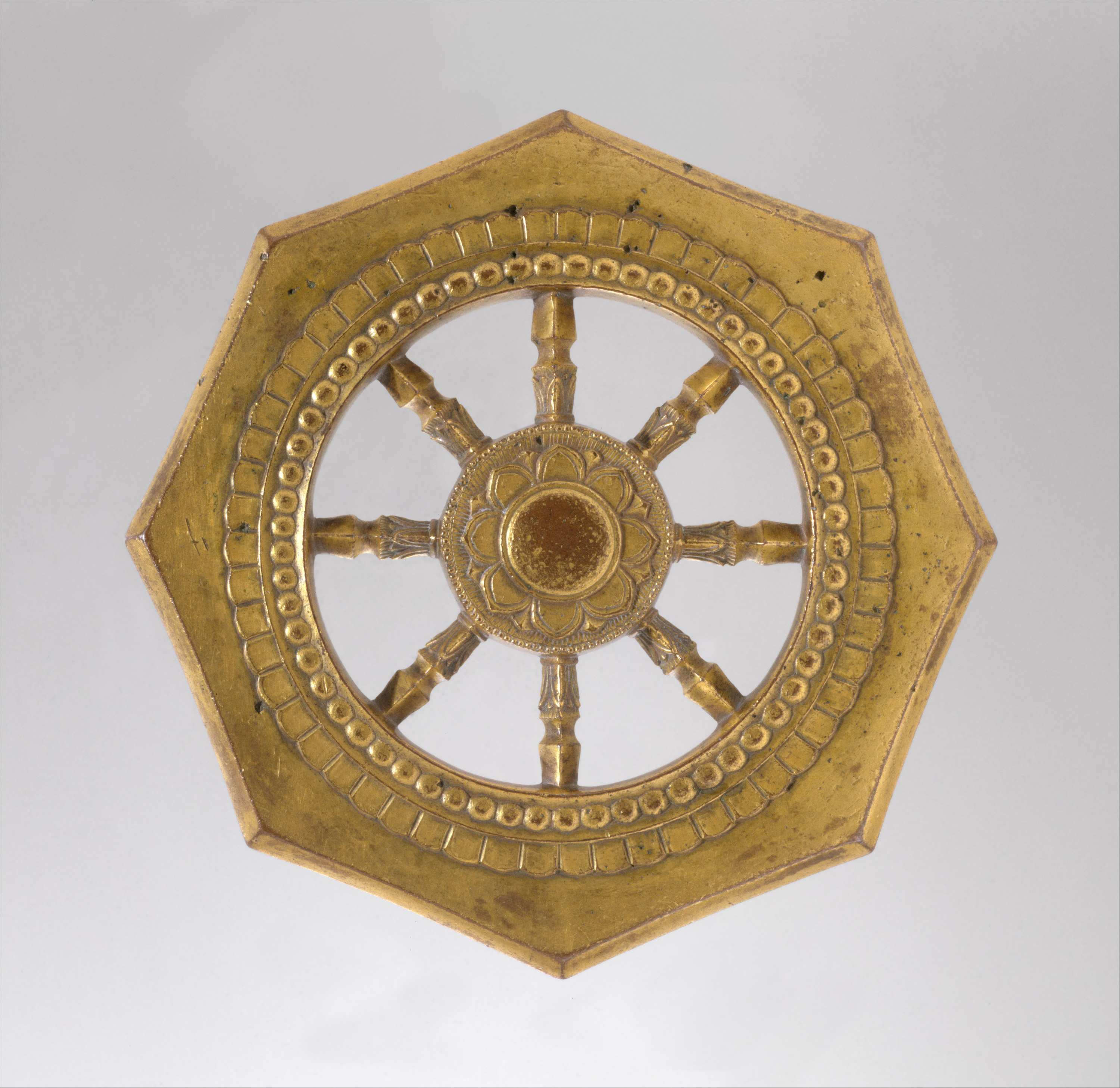
Dharmachakra japonês, final do século XIII.
Base de mandala, China, dinastia Ming, Cleveland Museum of Art.
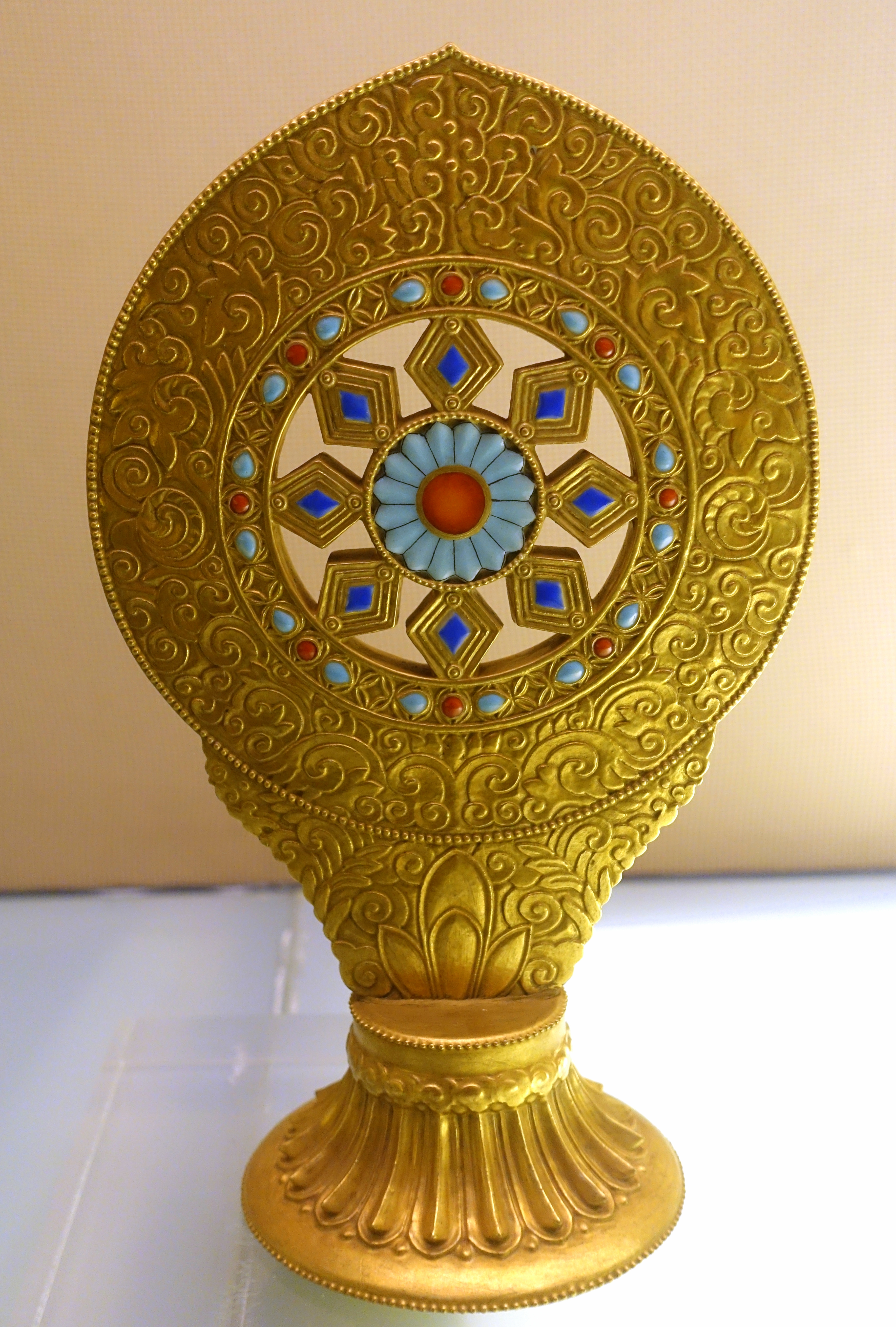
Roda do Dharma, China, dinastia Qing, período Qianlong, 1736–1795 d.C.
Caixa com bolos de tinta: bastão de tinta amarela, China, dinastia Qing (1644–1912).
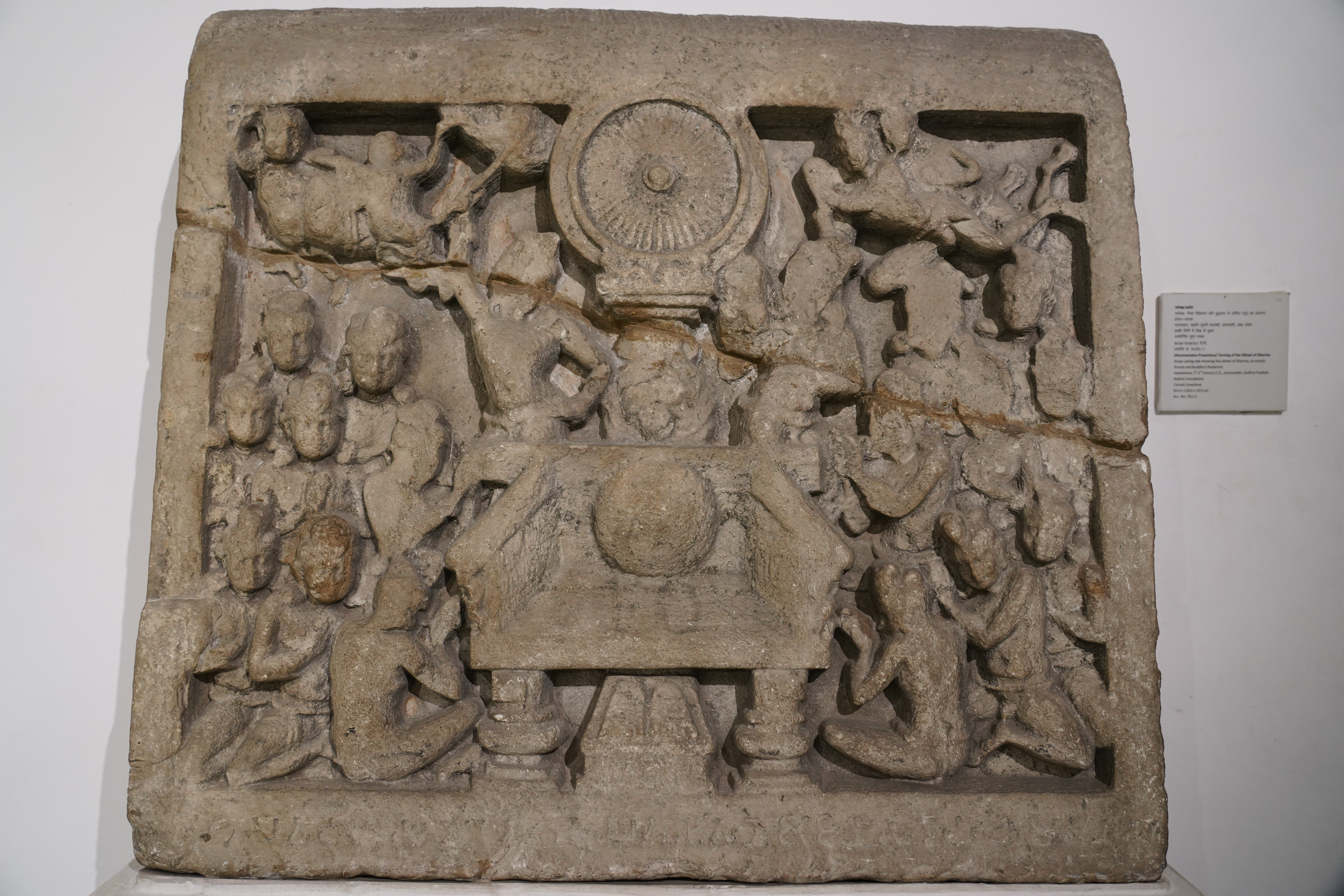
Dharmachakra Pravartana no Museu Nacional, Nova Délhi.

### Exemplos contemporâneos

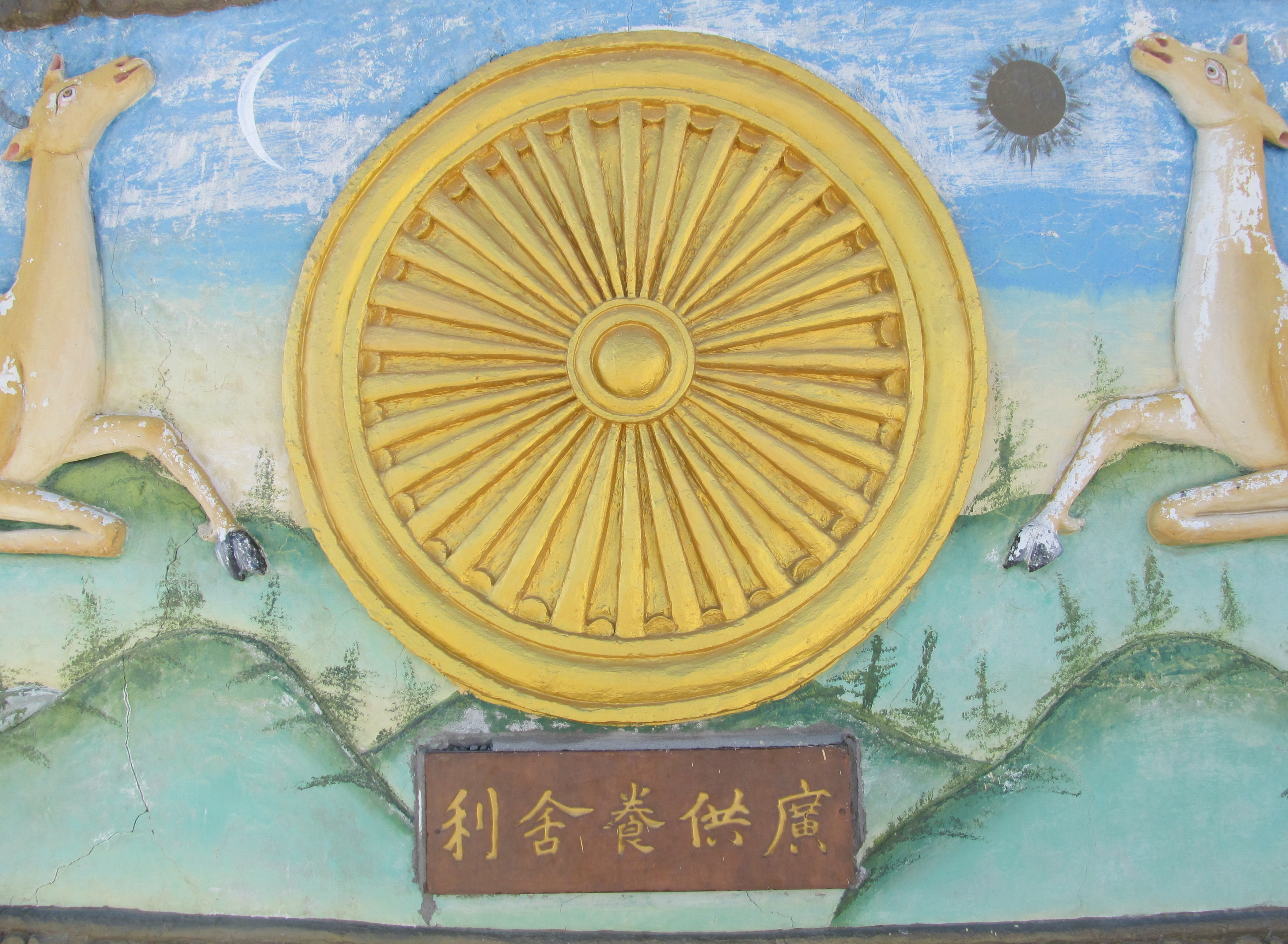
Shanti Stupa, Leh
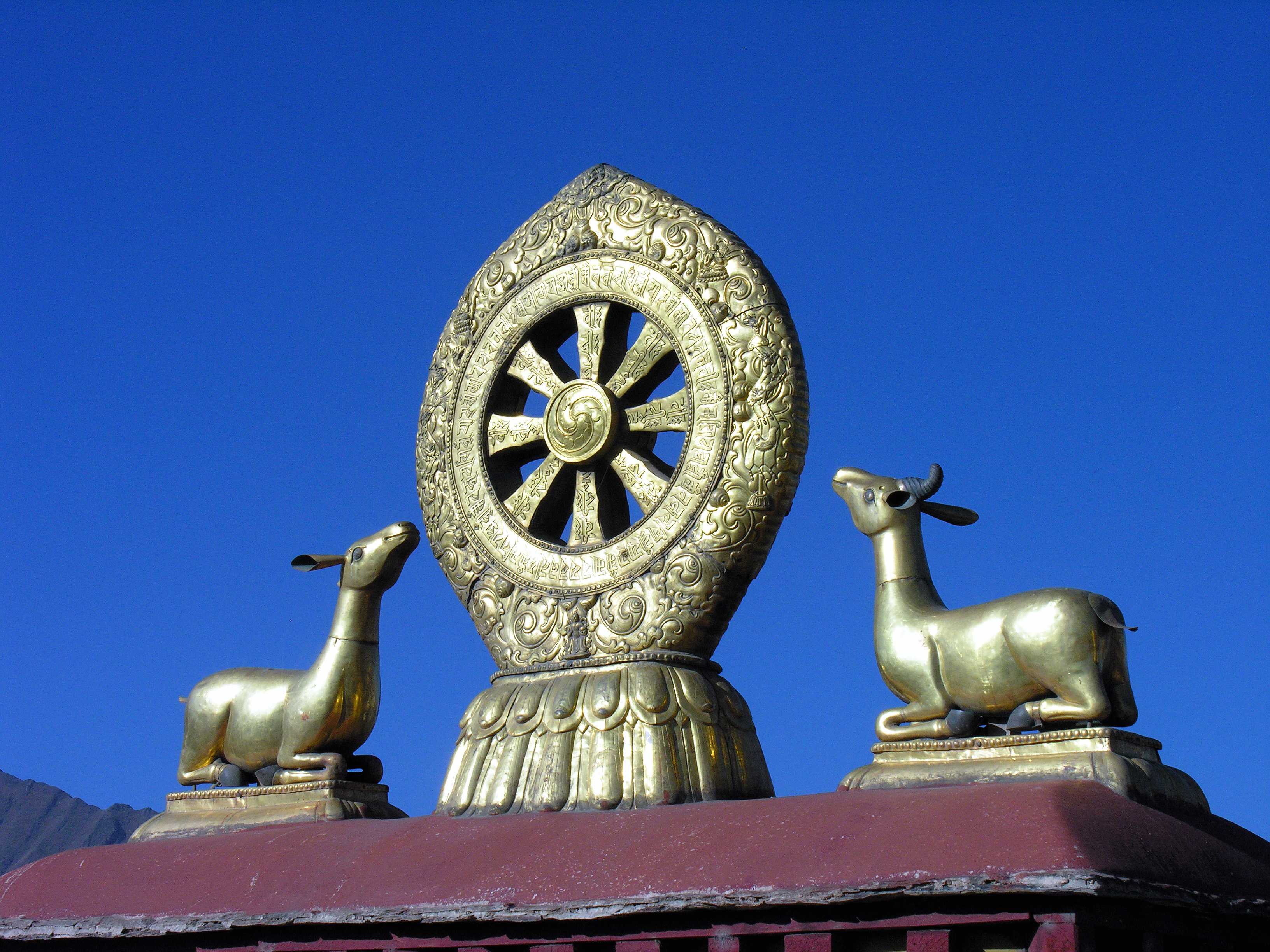
Mosteiro de Jokhang
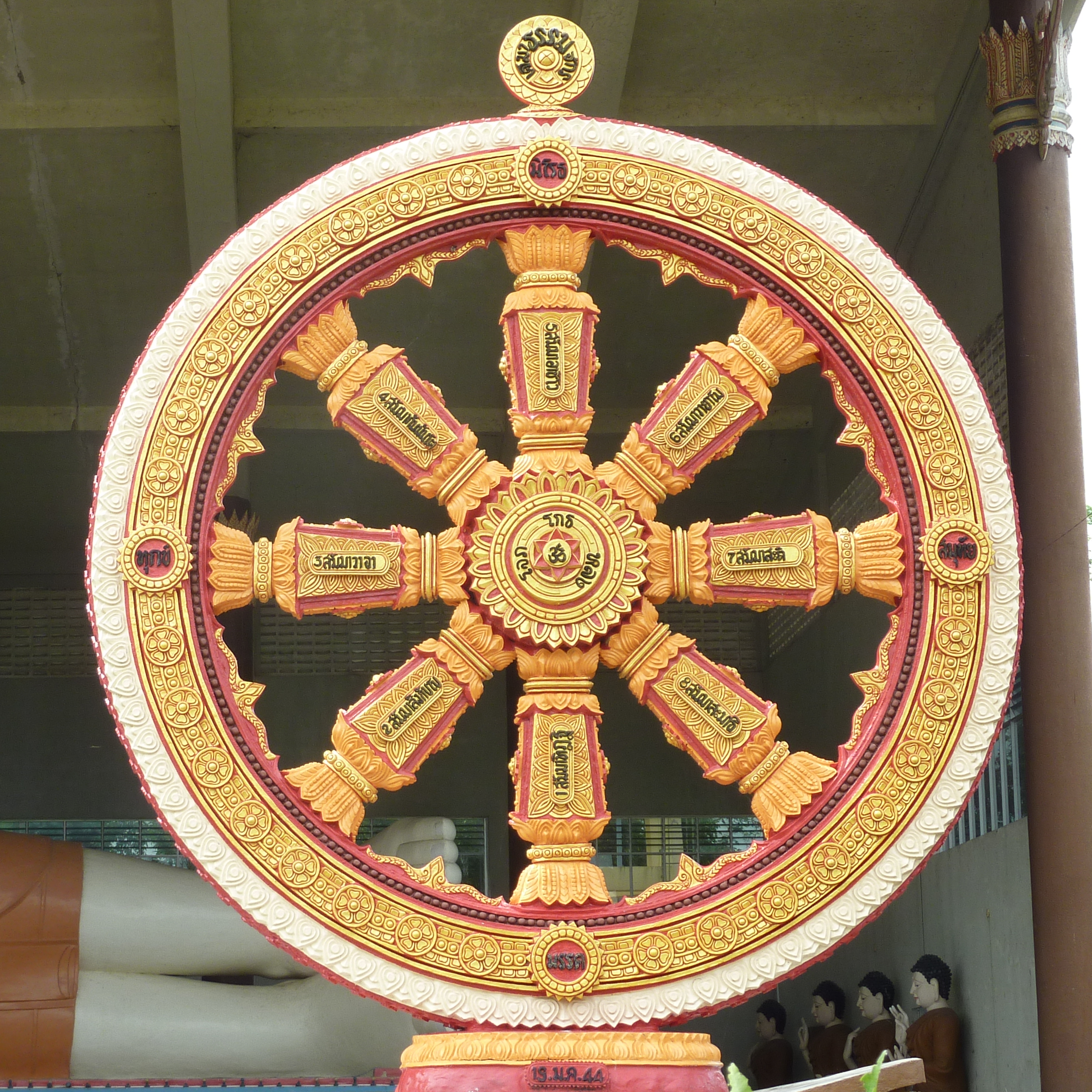
Wat Phothivihan, Tumpat, Kelantan
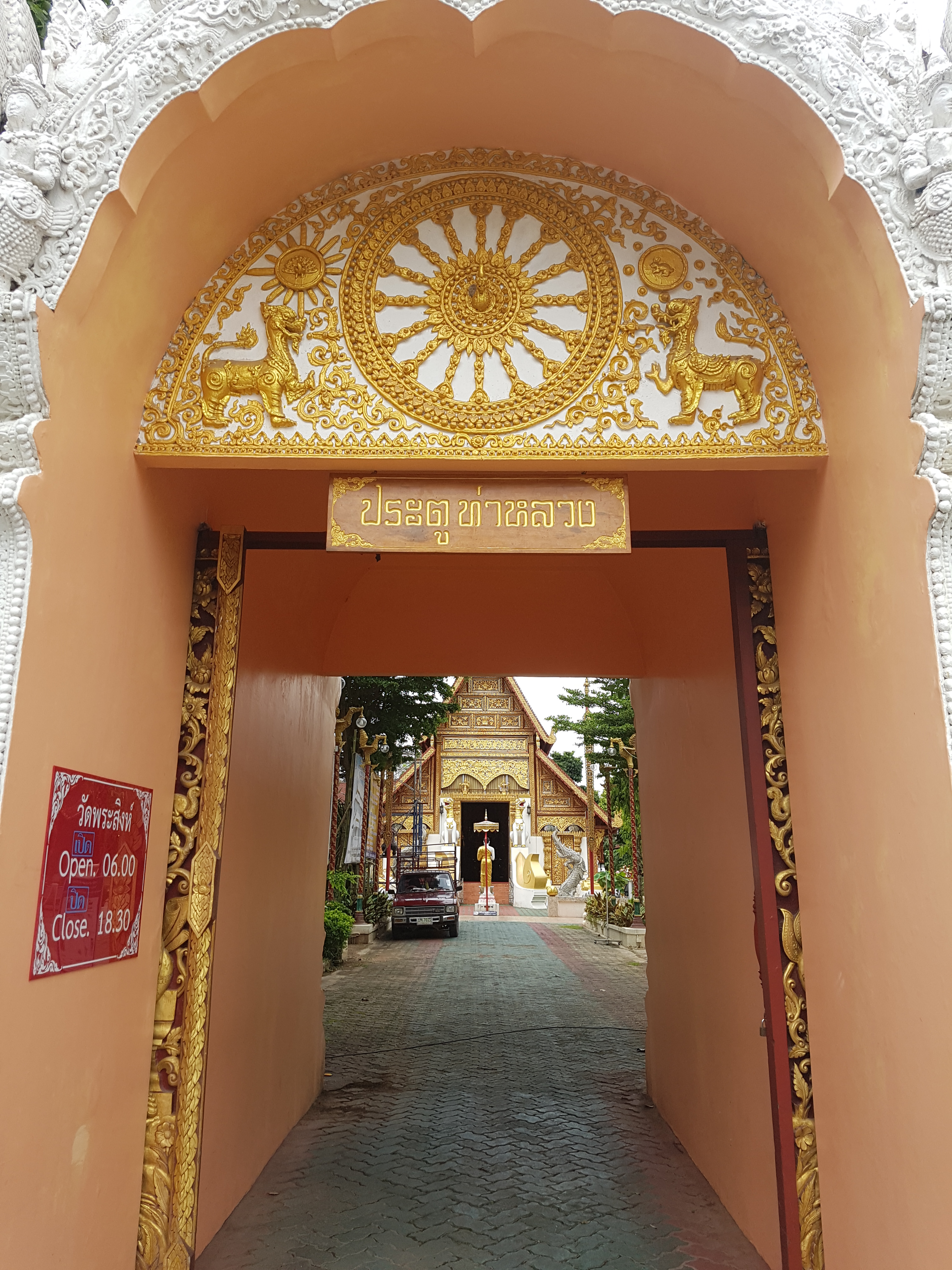
Entrada do Wat Phra Sing
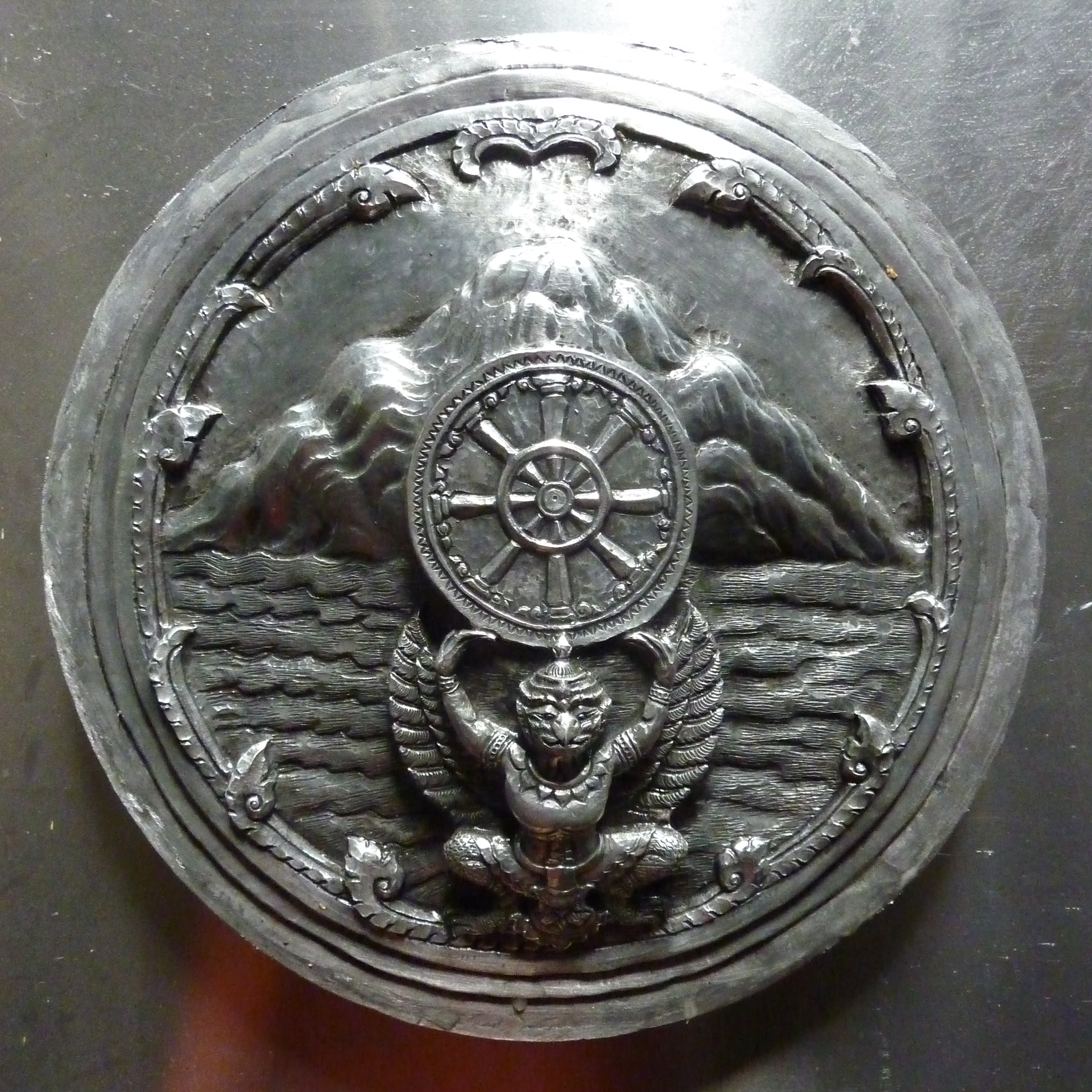
Emblema da Província de Chai Nat (um garuda sustentando o dhammacakka em frente à montanha e rio), Wat Sri Suphan, Chiang Mai
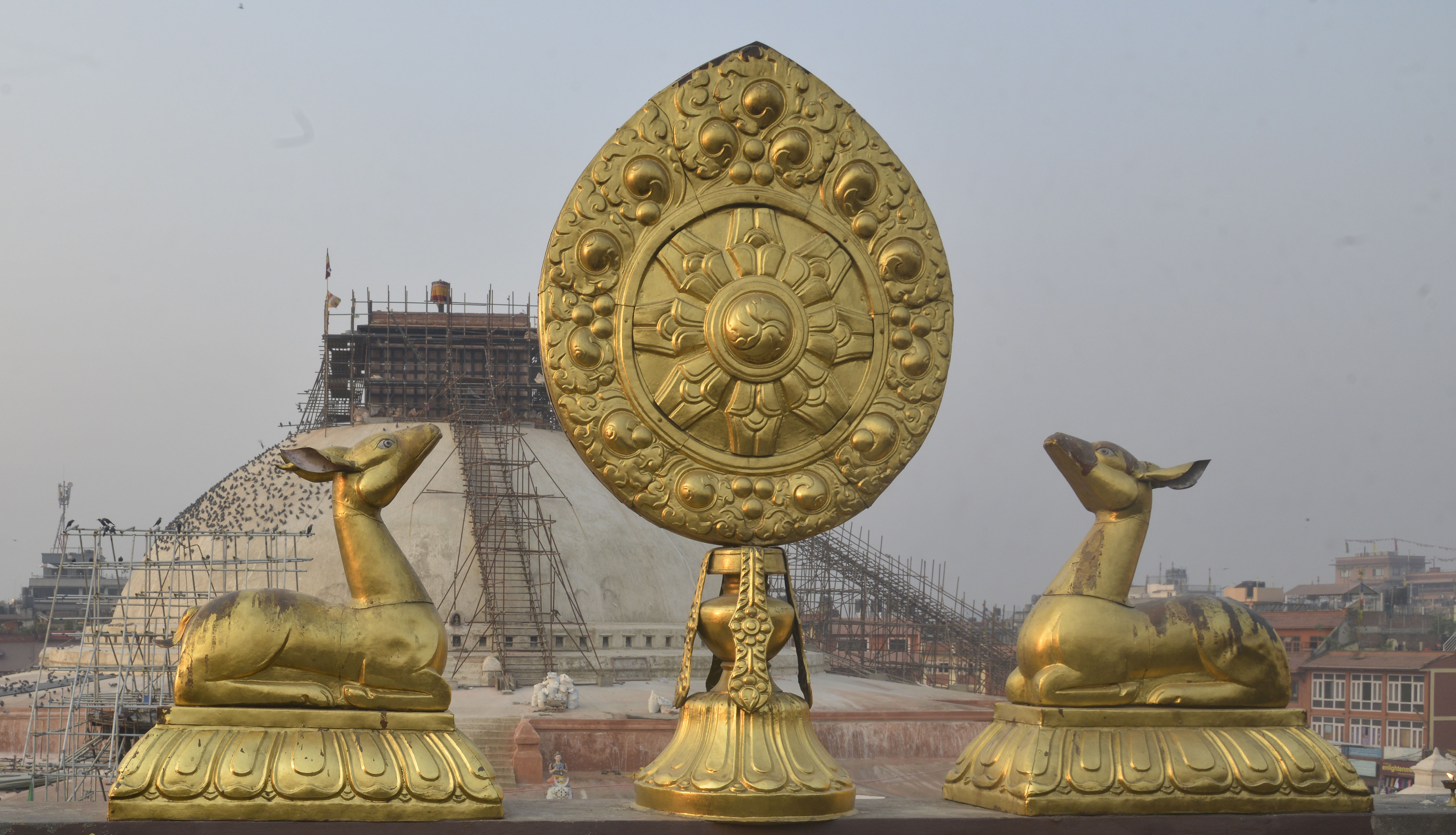
Dharmachakra em Boudanath
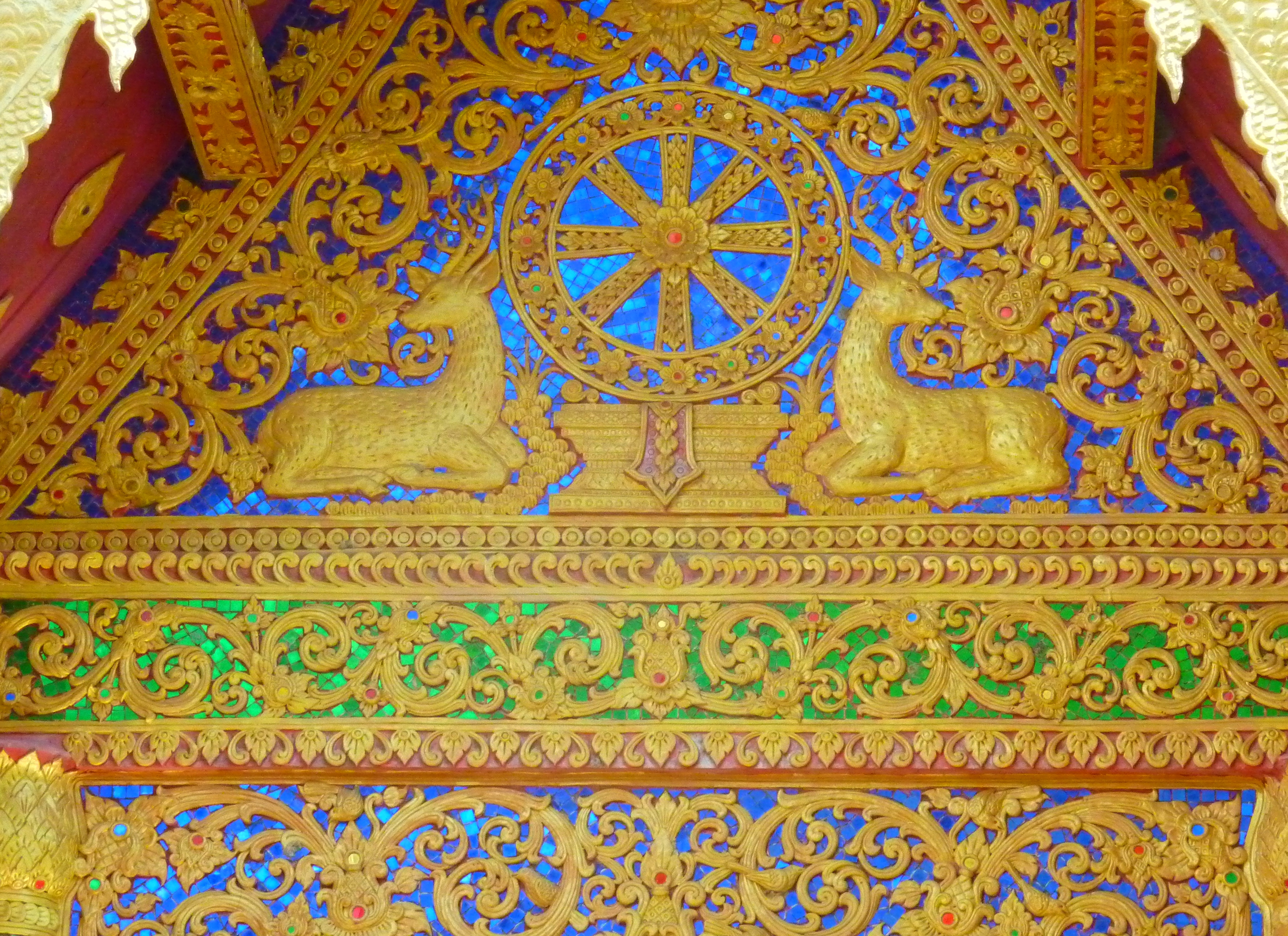
Dhammacakka na fachada principal, Wat Phra Putthabat Tak Pha, Lamphun.
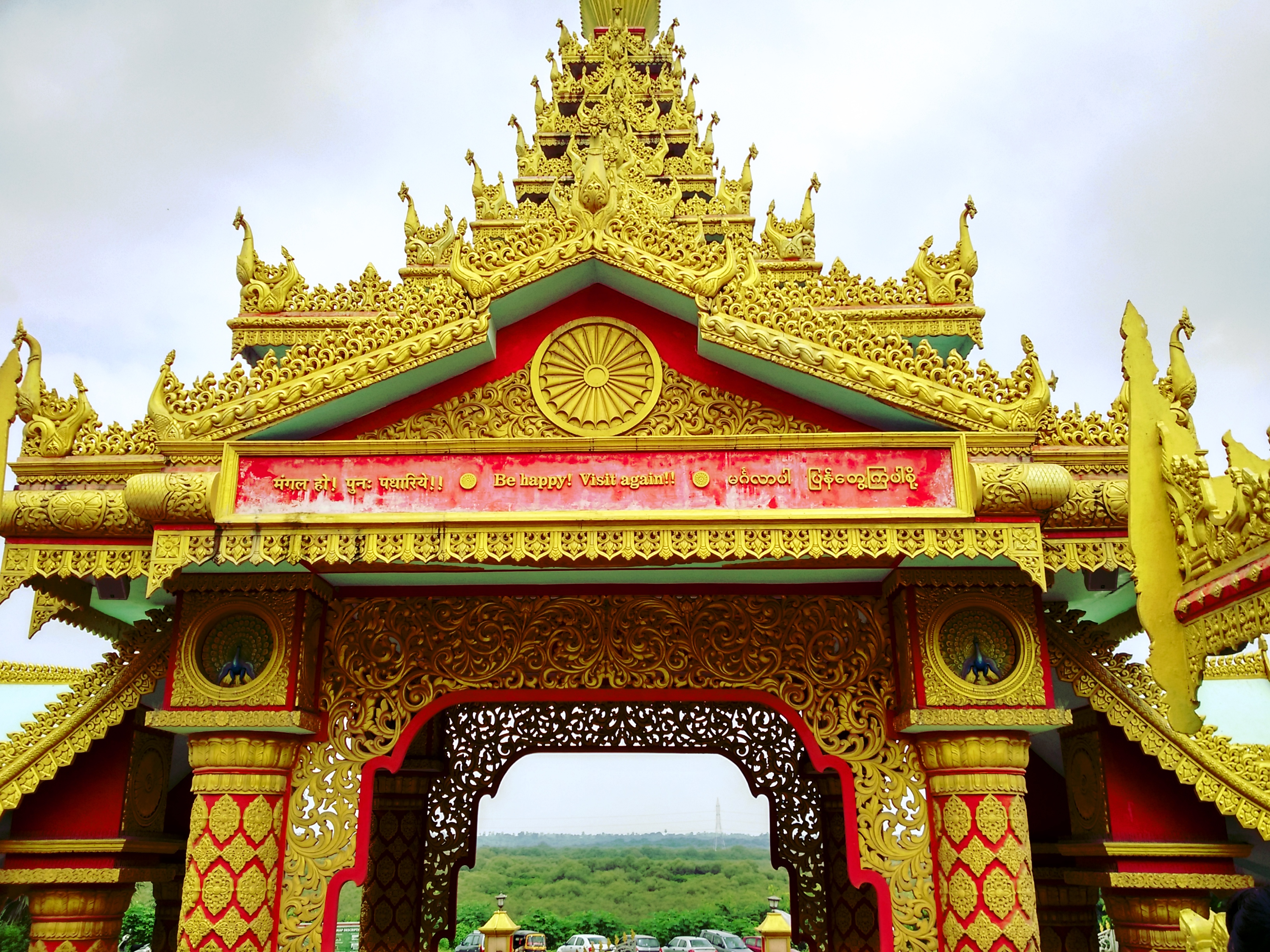
Entrada da Pagoda Vipassana Global
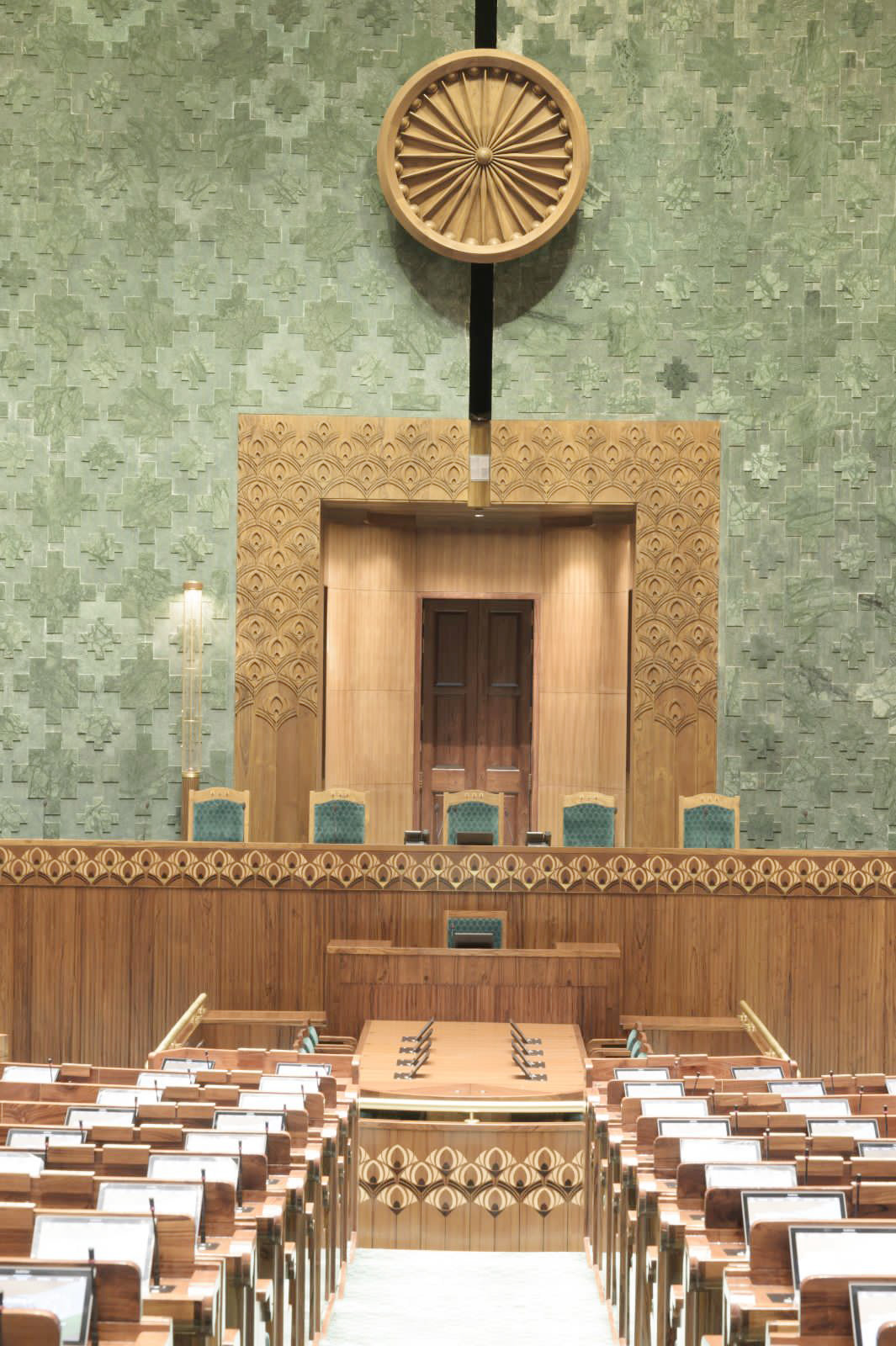
Câmara do Lok Sabha do novo edifício do Parlamento, Nova Délhi.

### Bandeiras nacionais e simbolismo oficial

O Escudo da Mongólia inclui o dharmachakra, um cintamani, um padma, o khata azul e o Símbolo Soyombo
O Escudo do Sri Lanka, apresentando um dharmachakra azul como brasão.
O Escudo de Estado da Índia apresenta o Ashoka Chakra na base, representando o dharmachakra.
Escudo do Supremo Tribunal da Índia, que exibe o dharmachakra no topo do Capitel de Leão. Foi encontrado quebrado durante as escavações.
A Bandeira da Índia possui o Ashoka Chakra em seu centro, representando o dharmachakra.[24]
A bandeira do antigo Reino de Sikkim apresentava uma versão do dharmachakra.
Escudo da Administração Central do Tibete com dharmachakra em estilo budista tibetano.
A bandeira dhammacakka, símbolo do Budismo na Tailândia.
Selo da Universidade Thammasat na Tailândia, composto por uma Constituição da Tailândia em um phan com um dhammacakka de doze raios.
Cores da Organização Nacional de Escoteiros da Tailândia.
Bandeira utilizada pelo Movimento Budista Dalit na Índia.
Distintivo para capelães budistas nas Forças Armadas dos Estados Unidos.
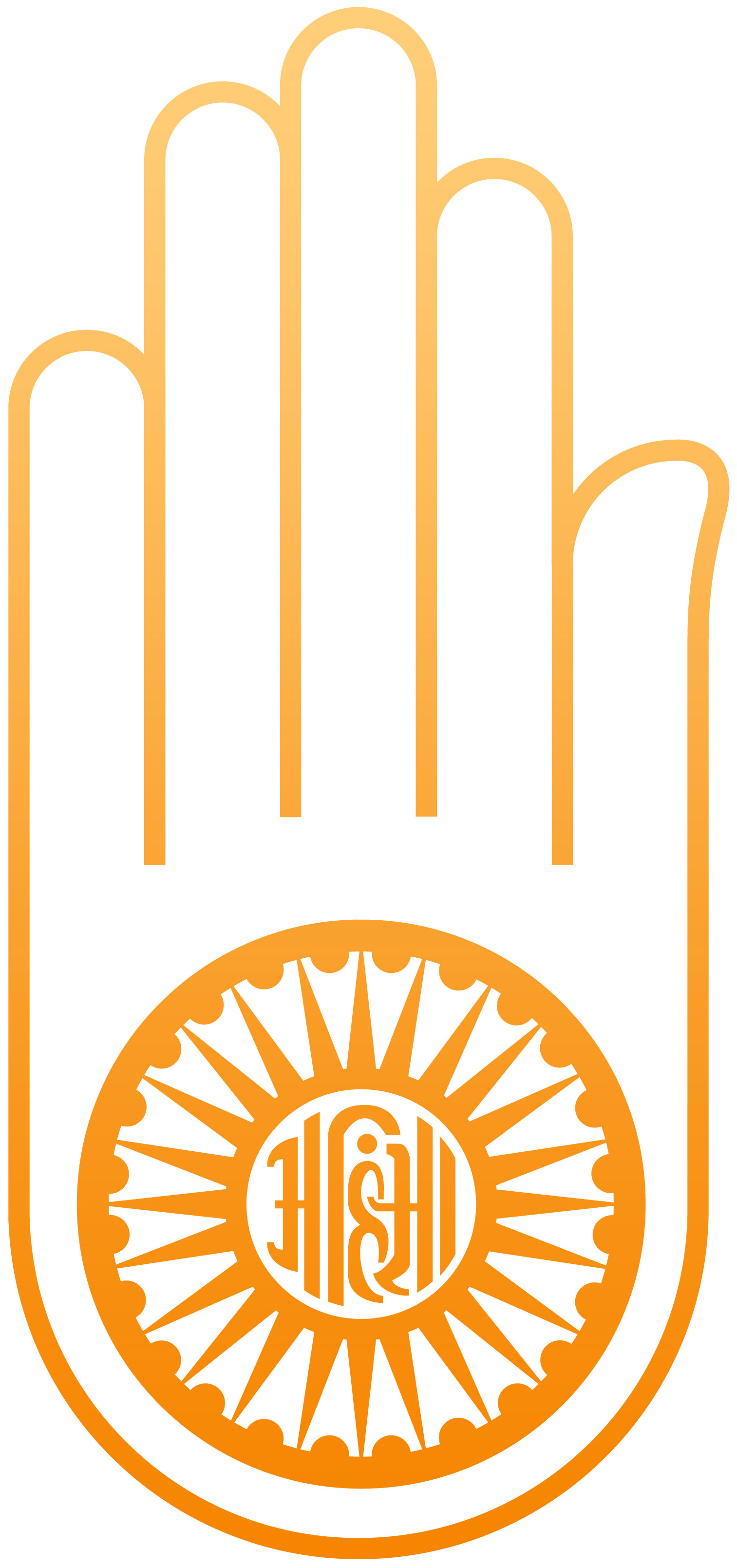
Roda em Jainismo – o Símbolo de Ahimsa representa o dharmachakra.
Emblema para lápides e marcos do USVA.
Bandeira do Povo Cigano. Contém as cores azul e vermelha para representar, respectivamente, o céu e a terra, e utiliza um Dharmachakra de 16 raios para simbolizar sua tradição e homenagear sua origem indiana.